# فهرست سیارک‌ها (۱۰۵۰۰۱–۱۰۶۰۰۱)
فهرست سیارک‌ها (۱۰۵۰۰۱ - ۱۰۶۰۰۱) فهرست سیارک‌ها از ۱۰۵۰۰۱ تا ۱۰۶۰۰۱ است.
| نام    | نام انگلیسی | تاریخ کشف       |
| ------ | ----------- | --------------- |
| ۱۰۵۰۰۱ | 2000 KH5    | ۲۸ مه ۲۰۰۰      |
| ۱۰۵۰۰۲ | 2000 KN5    | ۲۸ مه ۲۰۰۰      |
| ۱۰۵۰۰۳ | 2000 KX5    | ۲۷ مه ۲۰۰۰      |
| ۱۰۵۰۰۴ | 2000 KZ5    | ۲۷ مه ۲۰۰۰      |
| ۱۰۵۰۰۵ | 2000 KR6    | ۲۷ مه ۲۰۰۰      |
| ۱۰۵۰۰۶ | 2000 KP10   | ۲۸ مه ۲۰۰۰      |
| ۱۰۵۰۰۷ | 2000 KR10   | ۲۸ مه ۲۰۰۰      |
| ۱۰۵۰۰۸ | 2000 KZ10   | ۲۸ مه ۲۰۰۰      |
| ۱۰۵۰۰۹ | 2000 KA12   | ۲۸ مه ۲۰۰۰      |
| ۱۰۵۰۱۰ | 2000 KN12   | ۲۸ مه ۲۰۰۰      |
| ۱۰۵۰۱۱ | 2000 KW12   | ۲۸ مه ۲۰۰۰      |
| ۱۰۵۰۱۲ | 2000 KG13   | ۲۸ مه ۲۰۰۰      |
| ۱۰۵۰۱۳ | 2000 KH13   | ۲۸ مه ۲۰۰۰      |
| ۱۰۵۰۱۴ | 2000 KK13   | ۲۸ مه ۲۰۰۰      |
| ۱۰۵۰۱۵ | 2000 KL13   | ۲۸ مه ۲۰۰۰      |
| ۱۰۵۰۱۶ | 2000 KM13   | ۲۸ مه ۲۰۰۰      |
| ۱۰۵۰۱۷ | 2000 KT13   | ۲۸ مه ۲۰۰۰      |
| ۱۰۵۰۱۸ | 2000 KU15   | ۲۸ مه ۲۰۰۰      |
| ۱۰۵۰۱۹ | 2000 KK16   | ۲۸ مه ۲۰۰۰      |
| ۱۰۵۰۲۰ | 2000 KD17   | ۲۸ مه ۲۰۰۰      |
| ۱۰۵۰۲۱ | 2000 KR21   | ۲۸ مه ۲۰۰۰      |
| ۱۰۵۰۲۲ | 2000 KQ29   | ۲۸ مه ۲۰۰۰      |
| ۱۰۵۰۲۳ | 2000 KD30   | ۲۸ مه ۲۰۰۰      |
| ۱۰۵۰۲۴ | 2000 KH30   | ۲۸ مه ۲۰۰۰      |
| ۱۰۵۰۲۵ | 2000 KS30   | ۲۸ مه ۲۰۰۰      |
| ۱۰۵۰۲۶ | 2000 KX30   | ۲۸ مه ۲۰۰۰      |
| ۱۰۵۰۲۷ | 2000 KT31   | ۲۸ مه ۲۰۰۰      |
| ۱۰۵۰۲۸ | 2000 KM32   | ۲۸ مه ۲۰۰۰      |
| ۱۰۵۰۲۹ | 2000 KG33   | ۲۸ مه ۲۰۰۰      |
| ۱۰۵۰۳۰ | 2000 KB35   | ۲۷ مه ۲۰۰۰      |
| ۱۰۵۰۳۱ | 2000 KE35   | ۲۷ مه ۲۰۰۰      |
| ۱۰۵۰۳۲ | 2000 KJ36   | ۲۷ مه ۲۰۰۰      |
| ۱۰۵۰۳۳ | 2000 KU36   | ۲۸ مه ۲۰۰۰      |
| ۱۰۵۰۳۴ | 2000 KF37   | ۲۴ مه ۲۰۰۰      |
| ۱۰۵۰۳۵ | 2000 KD38   | ۲۴ مه ۲۰۰۰      |
| ۱۰۵۰۳۶ | 2000 KM39   | ۲۴ مه ۲۰۰۰      |
| ۱۰۵۰۳۷ | 2000 KS39   | ۲۴ مه ۲۰۰۰      |
| ۱۰۵۰۳۸ | 2000 KG40   | ۲۶ مه ۲۰۰۰      |
| ۱۰۵۰۳۹ | 2000 KN40   | ۳۰ مه ۲۰۰۰      |
| ۱۰۵۰۴۰ | 2000 KA41   | ۲۷ مه ۲۰۰۰      |
| ۱۰۵۰۴۱ | 2000 KO41   | ۲۷ مه ۲۰۰۰      |
| ۱۰۵۰۴۲ | 2000 KB42   | ۲۷ مه ۲۰۰۰      |
| ۱۰۵۰۴۳ | 2000 KH42   | ۲۸ مه ۲۰۰۰      |
| ۱۰۵۰۴۴ | 2000 KM42   | ۲۸ مه ۲۰۰۰      |
| ۱۰۵۰۴۵ | 2000 KH48   | ۲۷ مه ۲۰۰۰      |
| ۱۰۵۰۴۶ | 2000 KP48   | ۲۷ مه ۲۰۰۰      |
| ۱۰۵۰۴۷ | 2000 KG52   | ۲۳ مه ۲۰۰۰      |
| ۱۰۵۰۴۸ | 2000 KN52   | ۲۴ مه ۲۰۰۰      |
| ۱۰۵۰۴۹ | 2000 KB53   | ۳۱ مه ۲۰۰۰      |
| ۱۰۵۰۵۰ | 2000 KV53   | ۲۷ مه ۲۰۰۰      |
| ۱۰۵۰۵۱ | 2000 KW53   | ۲۷ مه ۲۰۰۰      |
| ۱۰۵۰۵۲ | 2000 KD54   | ۲۷ مه ۲۰۰۰      |
| ۱۰۵۰۵۳ | 2000 KF54   | ۲۷ مه ۲۰۰۰      |
| ۱۰۵۰۵۴ | 2000 KV55   | ۲۷ مه ۲۰۰۰      |
| ۱۰۵۰۵۵ | 2000 KR57   | ۲۴ مه ۲۰۰۰      |
| ۱۰۵۰۵۶ | 2000 KR58   | ۲۴ مه ۲۰۰۰      |
| ۱۰۵۰۵۷ | 2000 KX60   | ۲۵ مه ۲۰۰۰      |
| ۱۰۵۰۵۸ | 2000 KH61   | ۲۵ مه ۲۰۰۰      |
| ۱۰۵۰۵۹ | 2000 KN61   | ۲۵ مه ۲۰۰۰      |
| ۱۰۵۰۶۰ | 2000 KT61   | ۲۵ مه ۲۰۰۰      |
| ۱۰۵۰۶۱ | 2000 KB62   | ۲۶ مه ۲۰۰۰      |
| ۱۰۵۰۶۲ | 2000 KE62   | ۲۶ مه ۲۰۰۰      |
| ۱۰۵۰۶۳ | 2000 KZ62   | ۲۶ مه ۲۰۰۰      |
| ۱۰۵۰۶۴ | 2000 KH63   | ۲۶ مه ۲۰۰۰      |
| ۱۰۵۰۶۵ | 2000 KO63   | ۲۶ مه ۲۰۰۰      |
| ۱۰۵۰۶۶ | 2000 KW63   | ۲۶ مه ۲۰۰۰      |
| ۱۰۵۰۶۷ | 2000 KA66   | ۲۷ مه ۲۰۰۰      |
| ۱۰۵۰۶۸ | 2000 KD66   | ۲۷ مه ۲۰۰۰      |
| ۱۰۵۰۶۹ | 2000 KQ66   | ۲۸ مه ۲۰۰۰      |
| ۱۰۵۰۷۰ | 2000 KV66   | ۲۳ مه ۲۰۰۰      |
| ۱۰۵۰۷۱ | 2000 KX66   | ۳۰ مه ۲۰۰۰      |
| ۱۰۵۰۷۲ | 2000 KY66   | ۳۱ مه ۲۰۰۰      |
| ۱۰۵۰۷۳ | 2000 KY67   | ۳۰ مه ۲۰۰۰      |
| ۱۰۵۰۷۴ | 2000 KB68   | ۳۰ مه ۲۰۰۰      |
| ۱۰۵۰۷۵ | 2000 KS69   | ۲۹ مه ۲۰۰۰      |
| ۱۰۵۰۷۶ | 2000 KF70   | ۲۸ مه ۲۰۰۰      |
| ۱۰۵۰۷۷ | 2000 KT70   | ۲۸ مه ۲۰۰۰      |
| ۱۰۵۰۷۸ | 2000 KD71   | ۲۸ مه ۲۰۰۰      |
| ۱۰۵۰۷۹ | 2000 KV73   | ۲۷ مه ۲۰۰۰      |
| ۱۰۵۰۸۰ | 2000 KB74   | ۲۷ مه ۲۰۰۰      |
| ۱۰۵۰۸۱ | 2000 KF74   | ۲۷ مه ۲۰۰۰      |
| ۱۰۵۰۸۲ | 2000 KC75   | ۲۷ مه ۲۰۰۰      |
| ۱۰۵۰۸۳ | 2000 KF75   | ۲۷ مه ۲۰۰۰      |
| ۱۰۵۰۸۴ | 2000 KC76   | ۲۷ مه ۲۰۰۰      |
| ۱۰۵۰۸۵ | 2000 KH78   | ۲۷ مه ۲۰۰۰      |
| ۱۰۵۰۸۶ | 2000 KR78   | ۲۷ مه ۲۰۰۰      |
| ۱۰۵۰۸۷ | 2000 KB79   | ۲۷ مه ۲۰۰۰      |
| ۱۰۵۰۸۸ | 2000 KO81   | ۲۵ مه ۲۰۰۰      |
| ۱۰۵۰۸۹ | 2000 KY81   | ۲۴ مه ۲۰۰۰      |
| ۱۰۵۰۹۰ | 2000 KW82   | ۲۶ مه ۲۰۰۰      |
| ۱۰۵۰۹۰ | 2000 LO     | ۲ ژوئن ۲۰۰۰     |
| ۱۰۵۰۹۲ | 2000 LC1    | ۱ ژوئن ۲۰۰۰     |
| ۱۰۵۰۹۳ | 2000 LE1    | ۱ ژوئن ۲۰۰۰     |
| ۱۰۵۰۹۴ | 2000 LK1    | ۱ ژوئن ۲۰۰۰     |
| ۱۰۵۰۹۵ | 2000 LQ1    | ۱ ژوئن ۲۰۰۰     |
| ۱۰۵۰۹۶ | 2000 LY2    | ۴ ژوئن ۲۰۰۰     |
| ۱۰۵۰۹۷ | 2000 LL3    | ۴ ژوئن ۲۰۰۰     |
| ۱۰۵۰۹۸ | 2000 LA6    | ۴ ژوئن ۲۰۰۰     |
| ۱۰۵۰۹۹ | 2000 LC7    | ۵ ژوئن ۲۰۰۰     |
| ۱۰۵۱۰۰ | 2000 LD9    | ۵ ژوئن ۲۰۰۰     |
| ۱۰۵۱۰۱ | 2000 LL9    | ۵ ژوئن ۲۰۰۰     |
| ۱۰۵۱۰۲ | 2000 LA11   | ۴ ژوئن ۲۰۰۰     |
| ۱۰۵۱۰۳ | 2000 LD11   | ۴ ژوئن ۲۰۰۰     |
| ۱۰۵۱۰۴ | 2000 LJ11   | ۴ ژوئن ۲۰۰۰     |
| ۱۰۵۱۰۵ | 2000 LH14   | ۶ ژوئن ۲۰۰۰     |
| ۱۰۵۱۰۶ | 2000 LS14   | ۷ ژوئن ۲۰۰۰     |
| ۱۰۵۱۰۷ | 2000 LY14   | ۲ ژوئن ۲۰۰۰     |
| ۱۰۵۱۰۸ | 2000 LS15   | ۷ ژوئن ۲۰۰۰     |
| ۱۰۵۱۰۹ | 2000 LX15   | ۱ ژوئن ۲۰۰۰     |
| ۱۰۵۱۱۰ | 2000 LT16   | ۴ ژوئن ۲۰۰۰     |
| ۱۰۵۱۱۱ | 2000 LP19   | ۸ ژوئن ۲۰۰۰     |
| ۱۰۵۱۱۲ | 2000 LS19   | ۸ ژوئن ۲۰۰۰     |
| ۱۰۵۱۱۳ | 2000 LX20   | ۸ ژوئن ۲۰۰۰     |
| ۱۰۵۱۱۴ | 2000 LS21   | ۸ ژوئن ۲۰۰۰     |
| ۱۰۵۱۱۵ | 2000 LA22   | ۸ ژوئن ۲۰۰۰     |
| ۱۰۵۱۱۶ | 2000 LN22   | ۶ ژوئن ۲۰۰۰     |
| ۱۰۵۱۱۷ | 2000 LA24   | ۱ ژوئن ۲۰۰۰     |
| ۱۰۵۱۱۸ | 2000 LH24   | ۱ ژوئن ۲۰۰۰     |
| ۱۰۵۱۱۹ | 2000 LH26   | ۱ ژوئن ۲۰۰۰     |
| ۱۰۵۱۲۰ | 2000 LJ26   | ۱ ژوئن ۲۰۰۰     |
| ۱۰۵۱۲۱ | 2000 LS31   | ۵ ژوئن ۲۰۰۰     |
| ۱۰۵۱۲۲ | 2000 LV31   | ۵ ژوئن ۲۰۰۰     |
| ۱۰۵۱۲۳ | 2000 LZ34   | ۱ ژوئن ۲۰۰۰     |
| ۱۰۵۱۲۴ | 2000 LC35   | ۱ ژوئن ۲۰۰۰     |
| ۱۰۵۱۲۵ | 2000 LO36   | ۱ ژوئن ۲۰۰۰     |
| ۱۰۵۱۲۶ | 2000 ME1    | ۲۴ ژوئن ۲۰۰۰    |
| ۱۰۵۱۲۷ | 2000 MH1    | ۲۵ ژوئن ۲۰۰۰    |
| ۱۰۵۱۲۸ | 2000 MW1    | ۲۷ ژوئن ۲۰۰۰    |
| ۱۰۵۱۲۹ | 2000 MH2    | ۲۹ ژوئن ۲۰۰۰    |
| ۱۰۵۱۳۰ | 2000 MJ2    | ۲۴ ژوئن ۲۰۰۰    |
| ۱۰۵۱۳۱ | 2000 MD3    | ۲۹ ژوئن ۲۰۰۰    |
| ۱۰۵۱۳۲ | 2000 MJ3    | ۲۴ ژوئن ۲۰۰۰    |
| ۱۰۵۱۳۲ | 2000 NA     | ۱ ژوئیه ۲۰۰۰    |
| ۱۰۵۱۳۴ | 2000 NS1    | ۳ ژوئیه ۲۰۰۰    |
| ۱۰۵۱۳۵ | 2000 NT1    | ۴ ژوئیه ۲۰۰۰    |
| ۱۰۵۱۳۶ | 2000 NB4    | ۳ ژوئیه ۲۰۰۰    |
| ۱۰۵۱۳۷ | 2000 NA6    | ۸ ژوئیه ۲۰۰۰    |
| ۱۰۵۱۳۸ | 2000 NP6    | ۴ ژوئیه ۲۰۰۰    |
| ۱۰۵۱۳۹ | 2000 NA7    | ۴ ژوئیه ۲۰۰۰    |
| ۱۰۵۱۴۰ | 2000 NL10   | ۱۰ ژوئیه ۲۰۰۰   |
| ۱۰۵۱۴۱ | 2000 NF11   | ۷ ژوئیه ۲۰۰۰    |
| ۱۰۵۱۴۲ | 2000 NA12   | ۴ ژوئیه ۲۰۰۰    |
| ۱۰۵۱۴۳ | 2000 NJ12   | ۵ ژوئیه ۲۰۰۰    |
| ۱۰۵۱۴۴ | 2000 NR12   | ۵ ژوئیه ۲۰۰۰    |
| ۱۰۵۱۴۵ | 2000 NP14   | ۵ ژوئیه ۲۰۰۰    |
| ۱۰۵۱۴۶ | 2000 NB15   | ۵ ژوئیه ۲۰۰۰    |
| ۱۰۵۱۴۷ | 2000 NH15   | ۵ ژوئیه ۲۰۰۰    |
| ۱۰۵۱۴۸ | 2000 NL17   | ۵ ژوئیه ۲۰۰۰    |
| ۱۰۵۱۴۹ | 2000 NA19   | ۵ ژوئیه ۲۰۰۰    |
| ۱۰۵۱۵۰ | 2000 NB20   | ۵ ژوئیه ۲۰۰۰    |
| ۱۰۵۱۵۱ | 2000 NQ22   | ۷ ژوئیه ۲۰۰۰    |
| ۱۰۵۱۵۲ | 2000 NV24   | ۴ ژوئیه ۲۰۰۰    |
| ۱۰۵۱۵۳ | 2000 NS25   | ۴ ژوئیه ۲۰۰۰    |
| ۱۰۵۱۵۴ | 2000 NA26   | ۴ ژوئیه ۲۰۰۰    |
| ۱۰۵۱۵۵ | 2000 NG26   | ۴ ژوئیه ۲۰۰۰    |
| ۱۰۵۱۵۶ | 2000 NW26   | ۴ ژوئیه ۲۰۰۰    |
| ۱۰۵۱۵۷ | 2000 NA28   | ۳ ژوئیه ۲۰۰۰    |
| ۱۰۵۱۵۷ | 2000 OL     | ۲۳ ژوئیه ۲۰۰۰   |
| ۱۰۵۱۵۹ | 2000 OQ5    | ۲۴ ژوئیه ۲۰۰۰   |
| ۱۰۵۱۶۰ | 2000 OU5    | ۲۴ ژوئیه ۲۰۰۰   |
| ۱۰۵۱۶۱ | 2000 OA6    | ۲۴ ژوئیه ۲۰۰۰   |
| ۱۰۵۱۶۲ | 2000 OZ8    | ۳۱ ژوئیه ۲۰۰۰   |
| ۱۰۵۱۶۳ | 2000 OW11   | ۲۳ ژوئیه ۲۰۰۰   |
| ۱۰۵۱۶۴ | 2000 OM12   | ۲۳ ژوئیه ۲۰۰۰   |
| ۱۰۵۱۶۵ | 2000 OQ12   | ۲۳ ژوئیه ۲۰۰۰   |
| ۱۰۵۱۶۶ | 2000 OU12   | ۲۳ ژوئیه ۲۰۰۰   |
| ۱۰۵۱۶۷ | 2000 OT13   | ۲۳ ژوئیه ۲۰۰۰   |
| ۱۰۵۱۶۸ | 2000 OU14   | ۲۳ ژوئیه ۲۰۰۰   |
| ۱۰۵۱۶۹ | 2000 OC15   | ۲۳ ژوئیه ۲۰۰۰   |
| ۱۰۵۱۷۰ | 2000 OK15   | ۲۳ ژوئیه ۲۰۰۰   |
| ۱۰۵۱۷۱ | 2000 OA19   | ۲۳ ژوئیه ۲۰۰۰   |
| ۱۰۵۱۷۲ | 2000 OS20   | ۳۱ ژوئیه ۲۰۰۰   |
| ۱۰۵۱۷۳ | 2000 OJ22   | ۳۰ ژوئیه ۲۰۰۰   |
| ۱۰۵۱۷۴ | 2000 OK22   | ۳۱ ژوئیه ۲۰۰۰   |
| ۱۰۵۱۷۵ | 2000 OO22   | ۳۱ ژوئیه ۲۰۰۰   |
| ۱۰۵۱۷۶ | 2000 OW25   | ۲۳ ژوئیه ۲۰۰۰   |
| ۱۰۵۱۷۷ | 2000 OA27   | ۲۳ ژوئیه ۲۰۰۰   |
| ۱۰۵۱۷۸ | 2000 ON27   | ۲۳ ژوئیه ۲۰۰۰   |
| ۱۰۵۱۷۹ | 2000 OP28   | ۳۰ ژوئیه ۲۰۰۰   |
| ۱۰۵۱۸۰ | 2000 OK29   | ۳۰ ژوئیه ۲۰۰۰   |
| ۱۰۵۱۸۱ | 2000 OS29   | ۳۰ ژوئیه ۲۰۰۰   |
| ۱۰۵۱۸۲ | 2000 OF30   | ۳۰ ژوئیه ۲۰۰۰   |
| ۱۰۵۱۸۳ | 2000 OO30   | ۳۰ ژوئیه ۲۰۰۰   |
| ۱۰۵۱۸۴ | 2000 OZ30   | ۳۰ ژوئیه ۲۰۰۰   |
| ۱۰۵۱۸۵ | 2000 OG31   | ۳۰ ژوئیه ۲۰۰۰   |
| ۱۰۵۱۸۶ | 2000 OO31   | ۳۰ ژوئیه ۲۰۰۰   |
| ۱۰۵۱۸۷ | 2000 OC33   | ۳۰ ژوئیه ۲۰۰۰   |
| ۱۰۵۱۸۸ | 2000 OR33   | ۳۰ ژوئیه ۲۰۰۰   |
| ۱۰۵۱۸۹ | 2000 OW34   | ۳۰ ژوئیه ۲۰۰۰   |
| ۱۰۵۱۹۰ | 2000 OZ34   | ۳۰ ژوئیه ۲۰۰۰   |
| ۱۰۵۱۹۱ | 2000 ON35   | ۳۱ ژوئیه ۲۰۰۰   |
| ۱۰۵۱۹۲ | 2000 OV37   | ۳۰ ژوئیه ۲۰۰۰   |
| ۱۰۵۱۹۳ | 2000 OY37   | ۳۰ ژوئیه ۲۰۰۰   |
| ۱۰۵۱۹۴ | 2000 OA38   | ۳۰ ژوئیه ۲۰۰۰   |
| ۱۰۵۱۹۵ | 2000 OD38   | ۳۰ ژوئیه ۲۰۰۰   |
| ۱۰۵۱۹۶ | 2000 OT38   | ۳۰ ژوئیه ۲۰۰۰   |
| ۱۰۵۱۹۷ | 2000 OY38   | ۳۰ ژوئیه ۲۰۰۰   |
| ۱۰۵۱۹۸ | 2000 OO39   | ۳۰ ژوئیه ۲۰۰۰   |
| ۱۰۵۱۹۹ | 2000 OR39   | ۳۰ ژوئیه ۲۰۰۰   |
| ۱۰۵۲۰۰ | 2000 OD40   | ۳۰ ژوئیه ۲۰۰۰   |
| ۱۰۵۲۰۱ | 2000 OG40   | ۳۰ ژوئیه ۲۰۰۰   |
| ۱۰۵۲۰۲ | 2000 OJ40   | ۳۰ ژوئیه ۲۰۰۰   |
| ۱۰۵۲۰۳ | 2000 OV41   | ۳۰ ژوئیه ۲۰۰۰   |
| ۱۰۵۲۰۴ | 2000 OF42   | ۳۰ ژوئیه ۲۰۰۰   |
| ۱۰۵۲۰۵ | 2000 OV43   | ۳۰ ژوئیه ۲۰۰۰   |
| ۱۰۵۲۰۶ | 2000 OB44   | ۳۰ ژوئیه ۲۰۰۰   |
| ۱۰۵۲۰۷ | 2000 OL46   | ۳۱ ژوئیه ۲۰۰۰   |
| ۱۰۵۲۰۸ | 2000 OH48   | ۳۱ ژوئیه ۲۰۰۰   |
| ۱۰۵۲۰۹ | 2000 OU48   | ۳۱ ژوئیه ۲۰۰۰   |
| ۱۰۵۲۱۰ | 2000 OK52   | ۳۰ ژوئیه ۲۰۰۰   |
| ۱۰۵۲۱۱ | 2000 OM52   | ۲۹ ژوئیه ۲۰۰۰   |
| ۱۰۵۲۱۲ | 2000 OP52   | ۳۱ ژوئیه ۲۰۰۰   |
| ۱۰۵۲۱۳ | 2000 OV52   | ۳۱ ژوئیه ۲۰۰۰   |
| ۱۰۵۲۱۴ | 2000 OL56   | ۲۹ ژوئیه ۲۰۰۰   |
| ۱۰۵۲۱۵ | 2000 OR56   | ۲۹ ژوئیه ۲۰۰۰   |
| ۱۰۵۲۱۶ | 2000 OS56   | ۲۹ ژوئیه ۲۰۰۰   |
| ۱۰۵۲۱۷ | 2000 OX56   | ۲۹ ژوئیه ۲۰۰۰   |
| ۱۰۵۲۱۸ | 2000 OJ57   | ۲۹ ژوئیه ۲۰۰۰   |
| ۱۰۵۲۱۹ | 2000 ON57   | ۲۹ ژوئیه ۲۰۰۰   |
| ۱۰۵۲۲۰ | 2000 OV58   | ۲۹ ژوئیه ۲۰۰۰   |
| ۱۰۵۲۲۱ | 2000 OU60   | ۲۹ ژوئیه ۲۰۰۰   |
| ۱۰۵۲۲۲ | 2000 OS69   | ۳۱ ژوئیه ۲۰۰۰   |
| ۱۰۵۲۲۲ | 2000 PJ     | ۱ اوت ۲۰۰۰      |
| ۱۰۵۲۲۴ | 2000 PB1    | ۱ اوت ۲۰۰۰      |
| ۱۰۵۲۲۵ | 2000 PF1    | ۱ اوت ۲۰۰۰      |
| ۱۰۵۲۲۶ | 2000 PS2    | ۲ اوت ۲۰۰۰      |
| ۱۰۵۲۲۷ | 2000 PO5    | ۵ اوت ۲۰۰۰      |
| ۱۰۵۲۲۸ | 2000 PW5    | ۴ اوت ۲۰۰۰      |
| ۱۰۵۲۲۹ | 2000 PY7    | ۳ اوت ۲۰۰۰      |
| ۱۰۵۲۳۰ | 2000 PC10   | ۱ اوت ۲۰۰۰      |
| ۱۰۵۲۳۱ | 2000 PJ10   | ۱ اوت ۲۰۰۰      |
| ۱۰۵۲۳۲ | 2000 PL11   | ۱ اوت ۲۰۰۰      |
| ۱۰۵۲۳۳ | 2000 PL12   | ۲ اوت ۲۰۰۰      |
| ۱۰۵۲۳۴ | 2000 PB13   | ۱۰ اوت ۲۰۰۰     |
| ۱۰۵۲۳۵ | 2000 PP13   | ۱ اوت ۲۰۰۰      |
| ۱۰۵۲۳۶ | 2000 PE20   | ۱ اوت ۲۰۰۰      |
| ۱۰۵۲۳۷ | 2000 PF20   | ۱ اوت ۲۰۰۰      |
| ۱۰۵۲۳۸ | 2000 PC21   | ۱ اوت ۲۰۰۰      |
| ۱۰۵۲۳۹ | 2000 PD21   | ۱ اوت ۲۰۰۰      |
| ۱۰۵۲۴۰ | 2000 PA22   | ۱ اوت ۲۰۰۰      |
| ۱۰۵۲۴۱ | 2000 PT24   | ۳ اوت ۲۰۰۰      |
| ۱۰۵۲۴۲ | 2000 PY24   | ۳ اوت ۲۰۰۰      |
| ۱۰۵۲۴۳ | 2000 PB26   | ۴ اوت ۲۰۰۰      |
| ۱۰۵۲۴۴ | 2000 PC26   | ۵ اوت ۲۰۰۰      |
| ۱۰۵۲۴۵ | 2000 PO27   | ۳ اوت ۲۰۰۰      |
| ۱۰۵۲۴۶ | 2000 QH2    | ۲۴ اوت ۲۰۰۰     |
| ۱۰۵۲۴۷ | 2000 QH3    | ۲۴ اوت ۲۰۰۰     |
| ۱۰۵۲۴۸ | 2000 QM3    | ۲۴ اوت ۲۰۰۰     |
| ۱۰۵۲۴۹ | 2000 QB4    | ۲۴ اوت ۲۰۰۰     |
| ۱۰۵۲۵۰ | 2000 QJ6    | ۲۴ اوت ۲۰۰۰     |
| ۱۰۵۲۵۱ | 2000 QP6    | ۲۴ اوت ۲۰۰۰     |
| ۱۰۵۲۵۲ | 2000 QD7    | ۲۴ اوت ۲۰۰۰     |
| ۱۰۵۲۵۳ | 2000 QF10   | ۲۴ اوت ۲۰۰۰     |
| ۱۰۵۲۵۴ | 2000 QQ10   | ۲۴ اوت ۲۰۰۰     |
| ۱۰۵۲۵۵ | 2000 QR10   | ۲۴ اوت ۲۰۰۰     |
| ۱۰۵۲۵۶ | 2000 QQ11   | ۲۴ اوت ۲۰۰۰     |
| ۱۰۵۲۵۷ | 2000 QD13   | ۲۴ اوت ۲۰۰۰     |
| ۱۰۵۲۵۸ | 2000 QM13   | ۲۴ اوت ۲۰۰۰     |
| ۱۰۵۲۵۹ | 2000 QU13   | ۲۴ اوت ۲۰۰۰     |
| ۱۰۵۲۶۰ | 2000 QC14   | ۲۴ اوت ۲۰۰۰     |
| ۱۰۵۲۶۱ | 2000 QS14   | ۲۴ اوت ۲۰۰۰     |
| ۱۰۵۲۶۲ | 2000 QH15   | ۲۴ اوت ۲۰۰۰     |
| ۱۰۵۲۶۳ | 2000 QG17   | ۲۴ اوت ۲۰۰۰     |
| ۱۰۵۲۶۴ | 2000 QE18   | ۲۴ اوت ۲۰۰۰     |
| ۱۰۵۲۶۵ | 2000 QQ18   | ۲۴ اوت ۲۰۰۰     |
| ۱۰۵۲۶۶ | 2000 QC21   | ۲۴ اوت ۲۰۰۰     |
| ۱۰۵۲۶۷ | 2000 QB22   | ۲۴ اوت ۲۰۰۰     |
| ۱۰۵۲۶۸ | 2000 QK22   | ۲۵ اوت ۲۰۰۰     |
| ۱۰۵۲۶۹ | 2000 QV23   | ۲۵ اوت ۲۰۰۰     |
| ۱۰۵۲۷۰ | 2000 QF24   | ۲۵ اوت ۲۰۰۰     |
| ۱۰۵۲۷۱ | 2000 QN24   | ۲۵ اوت ۲۰۰۰     |
| ۱۰۵۲۷۲ | 2000 QD25   | ۲۶ اوت ۲۰۰۰     |
| ۱۰۵۲۷۳ | 2000 QW25   | ۲۶ اوت ۲۰۰۰     |
| ۱۰۵۲۷۴ | 2000 QL27   | ۲۴ اوت ۲۰۰۰     |
| ۱۰۵۲۷۵ | 2000 QA28   | ۲۴ اوت ۲۰۰۰     |
| ۱۰۵۲۷۶ | 2000 QO30   | ۲۵ اوت ۲۰۰۰     |
| ۱۰۵۲۷۷ | 2000 QE33   | ۲۶ اوت ۲۰۰۰     |
| ۱۰۵۲۷۸ | 2000 QK33   | ۲۶ اوت ۲۰۰۰     |
| ۱۰۵۲۷۹ | 2000 QQ33   | ۲۶ اوت ۲۰۰۰     |
| ۱۰۵۲۸۰ | 2000 QD35   | ۲۸ اوت ۲۰۰۰     |
| ۱۰۵۲۸۱ | 2000 QH36   | ۲۴ اوت ۲۰۰۰     |
| ۱۰۵۲۸۲ | 2000 QK36   | ۲۴ اوت ۲۰۰۰     |
| ۱۰۵۲۸۳ | 2000 QQ38   | ۲۴ اوت ۲۰۰۰     |
| ۱۰۵۲۸۴ | 2000 QJ40   | ۲۴ اوت ۲۰۰۰     |
| ۱۰۵۲۸۵ | 2000 QD42   | ۲۴ اوت ۲۰۰۰     |
| ۱۰۵۲۸۶ | 2000 QG42   | ۲۴ اوت ۲۰۰۰     |
| ۱۰۵۲۸۷ | 2000 QF44   | ۲۴ اوت ۲۰۰۰     |
| ۱۰۵۲۸۸ | 2000 QL44   | ۲۴ اوت ۲۰۰۰     |
| ۱۰۵۲۸۹ | 2000 QH46   | ۲۴ اوت ۲۰۰۰     |
| ۱۰۵۲۹۰ | 2000 QX47   | ۲۴ اوت ۲۰۰۰     |
| ۱۰۵۲۹۱ | 2000 QY47   | ۲۴ اوت ۲۰۰۰     |
| ۱۰۵۲۹۲ | 2000 QP49   | ۲۴ اوت ۲۰۰۰     |
| ۱۰۵۲۹۳ | 2000 QY49   | ۲۴ اوت ۲۰۰۰     |
| ۱۰۵۲۹۴ | 2000 QG50   | ۲۴ اوت ۲۰۰۰     |
| ۱۰۵۲۹۵ | 2000 QN50   | ۲۴ اوت ۲۰۰۰     |
| ۱۰۵۲۹۶ | 2000 QM51   | ۲۴ اوت ۲۰۰۰     |
| ۱۰۵۲۹۷ | 2000 QA53   | ۲۴ اوت ۲۰۰۰     |
| ۱۰۵۲۹۸ | 2000 QZ53   | ۲۵ اوت ۲۰۰۰     |
| ۱۰۵۲۹۹ | 2000 QU54   | ۲۵ اوت ۲۰۰۰     |
| ۱۰۵۳۰۰ | 2000 QL55   | ۲۵ اوت ۲۰۰۰     |
| ۱۰۵۳۰۱ | 2000 QS55   | ۲۵ اوت ۲۰۰۰     |
| ۱۰۵۳۰۲ | 2000 QF57   | ۲۶ اوت ۲۰۰۰     |
| ۱۰۵۳۰۳ | 2000 QV57   | ۲۶ اوت ۲۰۰۰     |
| ۱۰۵۳۰۴ | 2000 QY58   | ۲۶ اوت ۲۰۰۰     |
| ۱۰۵۳۰۵ | 2000 QN60   | ۲۶ اوت ۲۰۰۰     |
| ۱۰۵۳۰۶ | 2000 QS60   | ۲۶ اوت ۲۰۰۰     |
| ۱۰۵۳۰۷ | 2000 QT60   | ۲۶ اوت ۲۰۰۰     |
| ۱۰۵۳۰۸ | 2000 QY63   | ۲۸ اوت ۲۰۰۰     |
| ۱۰۵۳۰۹ | 2000 QX65   | ۲۸ اوت ۲۰۰۰     |
| ۱۰۵۳۱۰ | 2000 QM67   | ۲۸ اوت ۲۰۰۰     |
| ۱۰۵۳۱۱ | 2000 QL70   | ۲۸ اوت ۲۰۰۰     |
| ۱۰۵۳۱۲ | 2000 QC71   | ۳۰ اوت ۲۰۰۰     |
| ۱۰۵۳۱۳ | 2000 QV71   | ۲۴ اوت ۲۰۰۰     |
| ۱۰۵۳۱۴ | 2000 QC72   | ۲۴ اوت ۲۰۰۰     |
| ۱۰۵۳۱۵ | 2000 QY72   | ۲۴ اوت ۲۰۰۰     |
| ۱۰۵۳۱۶ | 2000 QN73   | ۲۴ اوت ۲۰۰۰     |
| ۱۰۵۳۱۷ | 2000 QU74   | ۲۴ اوت ۲۰۰۰     |
| ۱۰۵۳۱۸ | 2000 QB75   | ۲۴ اوت ۲۰۰۰     |
| ۱۰۵۳۱۹ | 2000 QL75   | ۲۴ اوت ۲۰۰۰     |
| ۱۰۵۳۲۰ | 2000 QP75   | ۲۴ اوت ۲۰۰۰     |
| ۱۰۵۳۲۱ | 2000 QY75   | ۲۴ اوت ۲۰۰۰     |
| ۱۰۵۳۲۲ | 2000 QD76   | ۲۴ اوت ۲۰۰۰     |
| ۱۰۵۳۲۳ | 2000 QQ78   | ۲۴ اوت ۲۰۰۰     |
| ۱۰۵۳۲۴ | 2000 QM81   | ۲۴ اوت ۲۰۰۰     |
| ۱۰۵۳۲۵ | 2000 QH82   | ۲۴ اوت ۲۰۰۰     |
| ۱۰۵۳۲۶ | 2000 QS82   | ۲۴ اوت ۲۰۰۰     |
| ۱۰۵۳۲۷ | 2000 QF83   | ۲۴ اوت ۲۰۰۰     |
| ۱۰۵۳۲۸ | 2000 QS83   | ۲۴ اوت ۲۰۰۰     |
| ۱۰۵۳۲۹ | 2000 QA84   | ۲۴ اوت ۲۰۰۰     |
| ۱۰۵۳۳۰ | 2000 QG84   | ۲۴ اوت ۲۰۰۰     |
| ۱۰۵۳۳۱ | 2000 QK84   | ۲۵ اوت ۲۰۰۰     |
| ۱۰۵۳۳۲ | 2000 QR84   | ۲۵ اوت ۲۰۰۰     |
| ۱۰۵۳۳۳ | 2000 QH85   | ۲۵ اوت ۲۰۰۰     |
| ۱۰۵۳۳۴ | 2000 QQ85   | ۲۵ اوت ۲۰۰۰     |
| ۱۰۵۳۳۵ | 2000 QZ85   | ۲۵ اوت ۲۰۰۰     |
| ۱۰۵۳۳۶ | 2000 QC86   | ۲۵ اوت ۲۰۰۰     |
| ۱۰۵۳۳۷ | 2000 QR86   | ۲۵ اوت ۲۰۰۰     |
| ۱۰۵۳۳۸ | 2000 QD89   | ۲۵ اوت ۲۰۰۰     |
| ۱۰۵۳۳۹ | 2000 QL91   | ۲۵ اوت ۲۰۰۰     |
| ۱۰۵۳۴۰ | 2000 QC93   | ۲۵ اوت ۲۰۰۰     |
| ۱۰۵۳۴۱ | 2000 QY93   | ۲۶ اوت ۲۰۰۰     |
| ۱۰۵۳۴۲ | 2000 QE94   | ۲۶ اوت ۲۰۰۰     |
| ۱۰۵۳۴۳ | 2000 QJ94   | ۲۶ اوت ۲۰۰۰     |
| ۱۰۵۳۴۴ | 2000 QM94   | ۲۶ اوت ۲۰۰۰     |
| ۱۰۵۳۴۵ | 2000 QG95   | ۲۶ اوت ۲۰۰۰     |
| ۱۰۵۳۴۶ | 2000 QN96   | ۲۸ اوت ۲۰۰۰     |
| ۱۰۵۳۴۷ | 2000 QB98   | ۲۸ اوت ۲۰۰۰     |
| ۱۰۵۳۴۸ | 2000 QH99   | ۲۸ اوت ۲۰۰۰     |
| ۱۰۵۳۴۹ | 2000 QC100  | ۲۸ اوت ۲۰۰۰     |
| ۱۰۵۳۵۰ | 2000 QN100  | ۲۸ اوت ۲۰۰۰     |
| ۱۰۵۳۵۱ | 2000 QV101  | ۲۸ اوت ۲۰۰۰     |
| ۱۰۵۳۵۲ | 2000 QB104  | ۲۸ اوت ۲۰۰۰     |
| ۱۰۵۳۵۳ | 2000 QN105  | ۲۸ اوت ۲۰۰۰     |
| ۱۰۵۳۵۴ | 2000 QF107  | ۲۹ اوت ۲۰۰۰     |
| ۱۰۵۳۵۵ | 2000 QD108  | ۲۹ اوت ۲۰۰۰     |
| ۱۰۵۳۵۶ | 2000 QF108  | ۲۹ اوت ۲۰۰۰     |
| ۱۰۵۳۵۷ | 2000 QF109  | ۲۹ اوت ۲۰۰۰     |
| ۱۰۵۳۵۸ | 2000 QO110  | ۲۴ اوت ۲۰۰۰     |
| ۱۰۵۳۵۹ | 2000 QS110  | ۲۴ اوت ۲۰۰۰     |
| ۱۰۵۳۶۰ | 2000 QU110  | ۲۴ اوت ۲۰۰۰     |
| ۱۰۵۳۶۱ | 2000 QG112  | ۲۴ اوت ۲۰۰۰     |
| ۱۰۵۳۶۲ | 2000 QT112  | ۲۴ اوت ۲۰۰۰     |
| ۱۰۵۳۶۳ | 2000 QK115  | ۲۵ اوت ۲۰۰۰     |
| ۱۰۵۳۶۴ | 2000 QM116  | ۲۸ اوت ۲۰۰۰     |
| ۱۰۵۳۶۵ | 2000 QY117  | ۲۵ اوت ۲۰۰۰     |
| ۱۰۵۳۶۶ | 2000 QZ121  | ۲۵ اوت ۲۰۰۰     |
| ۱۰۵۳۶۷ | 2000 QO123  | ۲۵ اوت ۲۰۰۰     |
| ۱۰۵۳۶۸ | 2000 QG124  | ۲۶ اوت ۲۰۰۰     |
| ۱۰۵۳۶۹ | 2000 QW125  | ۳۱ اوت ۲۰۰۰     |
| ۱۰۵۳۷۰ | 2000 QY125  | ۳۱ اوت ۲۰۰۰     |
| ۱۰۵۳۷۱ | 2000 QD126  | ۳۱ اوت ۲۰۰۰     |
| ۱۰۵۳۷۲ | 2000 QF127  | ۲۴ اوت ۲۰۰۰     |
| ۱۰۵۳۷۳ | 2000 QG127  | ۲۴ اوت ۲۰۰۰     |
| ۱۰۵۳۷۴ | 2000 QG128  | ۲۴ اوت ۲۰۰۰     |
| ۱۰۵۳۷۵ | 2000 QC129  | ۲۶ اوت ۲۰۰۰     |
| ۱۰۵۳۷۶ | 2000 QK129  | ۳۱ اوت ۲۰۰۰     |
| ۱۰۵۳۷۷ | 2000 QA130  | ۳۱ اوت ۲۰۰۰     |
| ۱۰۵۳۷۸ | 2000 QF130  | ۳۱ اوت ۲۰۰۰     |
| ۱۰۵۳۷۹ | 2000 QR130  | ۳۱ اوت ۲۰۰۰     |
| ۱۰۵۳۸۰ | 2000 QK131  | ۲۴ اوت ۲۰۰۰     |
| ۱۰۵۳۸۱ | 2000 QO131  | ۲۴ اوت ۲۰۰۰     |
| ۱۰۵۳۸۲ | 2000 QP132  | ۲۶ اوت ۲۰۰۰     |
| ۱۰۵۳۸۳ | 2000 QT133  | ۲۶ اوت ۲۰۰۰     |
| ۱۰۵۳۸۴ | 2000 QO136  | ۲۹ اوت ۲۰۰۰     |
| ۱۰۵۳۸۵ | 2000 QZ137  | ۳۱ اوت ۲۰۰۰     |
| ۱۰۵۳۸۶ | 2000 QC138  | ۳۱ اوت ۲۰۰۰     |
| ۱۰۵۳۸۷ | 2000 QL138  | ۳۱ اوت ۲۰۰۰     |
| ۱۰۵۳۸۸ | 2000 QO138  | ۳۱ اوت ۲۰۰۰     |
| ۱۰۵۳۸۹ | 2000 QT138  | ۳۱ اوت ۲۰۰۰     |
| ۱۰۵۳۹۰ | 2000 QZ138  | ۳۱ اوت ۲۰۰۰     |
| ۱۰۵۳۹۱ | 2000 QA139  | ۳۱ اوت ۲۰۰۰     |
| ۱۰۵۳۹۲ | 2000 QB140  | ۳۱ اوت ۲۰۰۰     |
| ۱۰۵۳۹۳ | 2000 QT141  | ۳۱ اوت ۲۰۰۰     |
| ۱۰۵۳۹۴ | 2000 QU141  | ۳۱ اوت ۲۰۰۰     |
| ۱۰۵۳۹۵ | 2000 QD142  | ۳۱ اوت ۲۰۰۰     |
| ۱۰۵۳۹۶ | 2000 QN142  | ۳۱ اوت ۲۰۰۰     |
| ۱۰۵۳۹۷ | 2000 QA143  | ۳۱ اوت ۲۰۰۰     |
| ۱۰۵۳۹۸ | 2000 QX143  | ۳۱ اوت ۲۰۰۰     |
| ۱۰۵۳۹۹ | 2000 QG144  | ۳۱ اوت ۲۰۰۰     |
| ۱۰۵۴۰۰ | 2000 QJ144  | ۳۱ اوت ۲۰۰۰     |
| ۱۰۵۴۰۱ | 2000 QM144  | ۳۱ اوت ۲۰۰۰     |
| ۱۰۵۴۰۲ | 2000 QZ144  | ۳۱ اوت ۲۰۰۰     |
| ۱۰۵۴۰۳ | 2000 QU145  | ۳۱ اوت ۲۰۰۰     |
| ۱۰۵۴۰۴ | 2000 QZ145  | ۳۱ اوت ۲۰۰۰     |
| ۱۰۵۴۰۵ | 2000 QM148  | ۲۷ اوت ۲۰۰۰     |
| ۱۰۵۴۰۶ | 2000 QN150  | ۲۵ اوت ۲۰۰۰     |
| ۱۰۵۴۰۷ | 2000 QE153  | ۲۹ اوت ۲۰۰۰     |
| ۱۰۵۴۰۸ | 2000 QO153  | ۲۹ اوت ۲۰۰۰     |
| ۱۰۵۴۰۹ | 2000 QX153  | ۲۹ اوت ۲۰۰۰     |
| ۱۰۵۴۱۰ | 2000 QL154  | ۳۱ اوت ۲۰۰۰     |
| ۱۰۵۴۱۱ | 2000 QQ154  | ۳۱ اوت ۲۰۰۰     |
| ۱۰۵۴۱۲ | 2000 QY154  | ۳۱ اوت ۲۰۰۰     |
| ۱۰۵۴۱۳ | 2000 QF155  | ۳۱ اوت ۲۰۰۰     |
| ۱۰۵۴۱۴ | 2000 QA159  | ۳۱ اوت ۲۰۰۰     |
| ۱۰۵۴۱۵ | 2000 QW159  | ۳۱ اوت ۲۰۰۰     |
| ۱۰۵۴۱۶ | 2000 QY161  | ۳۱ اوت ۲۰۰۰     |
| ۱۰۵۴۱۷ | 2000 QL163  | ۳۱ اوت ۲۰۰۰     |
| ۱۰۵۴۱۸ | 2000 QR164  | ۳۱ اوت ۲۰۰۰     |
| ۱۰۵۴۱۹ | 2000 QR165  | ۳۱ اوت ۲۰۰۰     |
| ۱۰۵۴۲۰ | 2000 QB167  | ۳۱ اوت ۲۰۰۰     |
| ۱۰۵۴۲۱ | 2000 QL167  | ۳۱ اوت ۲۰۰۰     |
| ۱۰۵۴۲۲ | 2000 QW167  | ۳۱ اوت ۲۰۰۰     |
| ۱۰۵۴۲۳ | 2000 QA168  | ۳۱ اوت ۲۰۰۰     |
| ۱۰۵۴۲۴ | 2000 QD173  | ۳۱ اوت ۲۰۰۰     |
| ۱۰۵۴۲۵ | 2000 QF173  | ۳۱ اوت ۲۰۰۰     |
| ۱۰۵۴۲۶ | 2000 QK173  | ۳۱ اوت ۲۰۰۰     |
| ۱۰۵۴۲۷ | 2000 QL173  | ۳۱ اوت ۲۰۰۰     |
| ۱۰۵۴۲۸ | 2000 QT173  | ۳۱ اوت ۲۰۰۰     |
| ۱۰۵۴۲۹ | 2000 QN174  | ۳۱ اوت ۲۰۰۰     |
| ۱۰۵۴۳۰ | 2000 QR174  | ۳۱ اوت ۲۰۰۰     |
| ۱۰۵۴۳۱ | 2000 QH176  | ۳۱ اوت ۲۰۰۰     |
| ۱۰۵۴۳۲ | 2000 QJ176  | ۳۱ اوت ۲۰۰۰     |
| ۱۰۵۴۳۳ | 2000 QN176  | ۳۱ اوت ۲۰۰۰     |
| ۱۰۵۴۳۴ | 2000 QA177  | ۳۱ اوت ۲۰۰۰     |
| ۱۰۵۴۳۵ | 2000 QJ177  | ۳۱ اوت ۲۰۰۰     |
| ۱۰۵۴۳۶ | 2000 QS177  | ۳۱ اوت ۲۰۰۰     |
| ۱۰۵۴۳۷ | 2000 QR178  | ۳۱ اوت ۲۰۰۰     |
| ۱۰۵۴۳۸ | 2000 QD179  | ۳۱ اوت ۲۰۰۰     |
| ۱۰۵۴۳۹ | 2000 QM179  | ۳۱ اوت ۲۰۰۰     |
| ۱۰۵۴۴۰ | 2000 QF180  | ۳۱ اوت ۲۰۰۰     |
| ۱۰۵۴۴۱ | 2000 QU180  | ۳۱ اوت ۲۰۰۰     |
| ۱۰۵۴۴۲ | 2000 QW180  | ۳۱ اوت ۲۰۰۰     |
| ۱۰۵۴۴۳ | 2000 QY180  | ۳۱ اوت ۲۰۰۰     |
| ۱۰۵۴۴۴ | 2000 QU182  | ۳۱ اوت ۲۰۰۰     |
| ۱۰۵۴۴۵ | 2000 QW182  | ۲۴ اوت ۲۰۰۰     |
| ۱۰۵۴۴۶ | 2000 QS183  | ۲۶ اوت ۲۰۰۰     |
| ۱۰۵۴۴۷ | 2000 QU183  | ۲۶ اوت ۲۰۰۰     |
| ۱۰۵۴۴۸ | 2000 QZ190  | ۲۶ اوت ۲۰۰۰     |
| ۱۰۵۴۴۹ | 2000 QA191  | ۲۶ اوت ۲۰۰۰     |
| ۱۰۵۴۵۰ | 2000 QE191  | ۲۶ اوت ۲۰۰۰     |
| ۱۰۵۴۵۱ | 2000 QZ192  | ۲۸ اوت ۲۰۰۰     |
| ۱۰۵۴۵۲ | 2000 QB193  | ۲۹ اوت ۲۰۰۰     |
| ۱۰۵۴۵۳ | 2000 QX194  | ۲۶ اوت ۲۰۰۰     |
| ۱۰۵۴۵۴ | 2000 QP195  | ۲۶ اوت ۲۰۰۰     |
| ۱۰۵۴۵۵ | 2000 QJ197  | ۲۹ اوت ۲۰۰۰     |
| ۱۰۵۴۵۶ | 2000 QK197  | ۲۹ اوت ۲۰۰۰     |
| ۱۰۵۴۵۷ | 2000 QG198  | ۲۹ اوت ۲۰۰۰     |
| ۱۰۵۴۵۸ | 2000 QN199  | ۲۹ اوت ۲۰۰۰     |
| ۱۰۵۴۵۹ | 2000 QX199  | ۲۹ اوت ۲۰۰۰     |
| ۱۰۵۴۶۰ | 2000 QV201  | ۲۹ اوت ۲۰۰۰     |
| ۱۰۵۴۶۱ | 2000 QH205  | ۳۱ اوت ۲۰۰۰     |
| ۱۰۵۴۶۲ | 2000 QG206  | ۳۱ اوت ۲۰۰۰     |
| ۱۰۵۴۶۳ | 2000 QT206  | ۳۱ اوت ۲۰۰۰     |
| ۱۰۵۴۶۴ | 2000 QD207  | ۳۱ اوت ۲۰۰۰     |
| ۱۰۵۴۶۵ | 2000 QO207  | ۳۱ اوت ۲۰۰۰     |
| ۱۰۵۴۶۶ | 2000 QP207  | ۳۱ اوت ۲۰۰۰     |
| ۱۰۵۴۶۷ | 2000 QD208  | ۳۱ اوت ۲۰۰۰     |
| ۱۰۵۴۶۸ | 2000 QF208  | ۳۱ اوت ۲۰۰۰     |
| ۱۰۵۴۶۹ | 2000 QA209  | ۳۱ اوت ۲۰۰۰     |
| ۱۰۵۴۷۰ | 2000 QE209  | ۳۱ اوت ۲۰۰۰     |
| ۱۰۵۴۷۱ | 2000 QP209  | ۳۱ اوت ۲۰۰۰     |
| ۱۰۵۴۷۲ | 2000 QG210  | ۳۱ اوت ۲۰۰۰     |
| ۱۰۵۴۷۳ | 2000 QA211  | ۳۱ اوت ۲۰۰۰     |
| ۱۰۵۴۷۴ | 2000 QJ211  | ۳۱ اوت ۲۰۰۰     |
| ۱۰۵۴۷۵ | 2000 QK211  | ۳۱ اوت ۲۰۰۰     |
| ۱۰۵۴۷۶ | 2000 QM211  | ۳۱ اوت ۲۰۰۰     |
| ۱۰۵۴۷۷ | 2000 QO213  | ۳۱ اوت ۲۰۰۰     |
| ۱۰۵۴۷۸ | 2000 QS213  | ۳۱ اوت ۲۰۰۰     |
| ۱۰۵۴۷۹ | 2000 QO214  | ۳۱ اوت ۲۰۰۰     |
| ۱۰۵۴۸۰ | 2000 QF215  | ۳۱ اوت ۲۰۰۰     |
| ۱۰۵۴۸۱ | 2000 QB216  | ۳۱ اوت ۲۰۰۰     |
| ۱۰۵۴۸۲ | 2000 QJ216  | ۳۱ اوت ۲۰۰۰     |
| ۱۰۵۴۸۳ | 2000 QK216  | ۳۱ اوت ۲۰۰۰     |
| ۱۰۵۴۸۴ | 2000 QV216  | ۳۱ اوت ۲۰۰۰     |
| ۱۰۵۴۸۵ | 2000 QW216  | ۳۱ اوت ۲۰۰۰     |
| ۱۰۵۴۸۶ | 2000 QX216  | ۳۱ اوت ۲۰۰۰     |
| ۱۰۵۴۸۷ | 2000 QS219  | ۲۰ اوت ۲۰۰۰     |
| ۱۰۵۴۸۸ | 2000 QX220  | ۲۱ اوت ۲۰۰۰     |
| ۱۰۵۴۸۹ | 2000 QE221  | ۲۱ اوت ۲۰۰۰     |
| ۱۰۵۴۹۰ | 2000 QS223  | ۲۴ اوت ۲۰۰۰     |
| ۱۰۵۴۹۱ | 2000 QM227  | ۳۱ اوت ۲۰۰۰     |
| ۱۰۵۴۹۲ | 2000 QO227  | ۳۱ اوت ۲۰۰۰     |
| ۱۰۵۴۹۳ | 2000 QB228  | ۳۱ اوت ۲۰۰۰     |
| ۱۰۵۴۹۴ | 2000 QF228  | ۳۱ اوت ۲۰۰۰     |
| ۱۰۵۴۹۵ | 2000 QW228  | ۳۱ اوت ۲۰۰۰     |
| ۱۰۵۴۹۶ | 2000 QC229  | ۳۱ اوت ۲۰۰۰     |
| ۱۰۵۴۹۷ | 2000 QF229  | ۳۱ اوت ۲۰۰۰     |
| ۱۰۵۴۹۸ | 2000 QM230  | ۳۱ اوت ۲۰۰۰     |
| ۱۰۵۴۹۹ | 2000 QS230  | ۳۱ اوت ۲۰۰۰     |
| ۱۰۵۵۰۰ | 2000 QL231  | ۲۹ اوت ۲۰۰۰     |
| ۱۰۵۵۰۱ | 2000 QA232  | ۲۹ اوت ۲۰۰۰     |
| ۱۰۵۵۰۲ | 2000 QN250  | ۲۰ اوت ۲۰۰۰     |
| ۱۰۵۵۰۳ | 2000 RG1    | ۱ سپتامبر ۲۰۰۰  |
| ۱۰۵۵۰۴ | 2000 RX2    | ۱ سپتامبر ۲۰۰۰  |
| ۱۰۵۵۰۵ | 2000 RK3    | ۱ سپتامبر ۲۰۰۰  |
| ۱۰۵۵۰۶ | 2000 RO3    | ۱ سپتامبر ۲۰۰۰  |
| ۱۰۵۵۰۷ | 2000 RZ6    | ۱ سپتامبر ۲۰۰۰  |
| ۱۰۵۵۰۸ | 2000 RA9    | ۳ سپتامبر ۲۰۰۰  |
| ۱۰۵۵۰۹ | 2000 RL9    | ۱ سپتامبر ۲۰۰۰  |
| ۱۰۵۵۱۰ | 2000 RJ11   | ۱ سپتامبر ۲۰۰۰  |
| ۱۰۵۵۱۱ | 2000 RF13   | ۱ سپتامبر ۲۰۰۰  |
| ۱۰۵۵۱۲ | 2000 RJ14   | ۱ سپتامبر ۲۰۰۰  |
| ۱۰۵۵۱۳ | 2000 RL14   | ۱ سپتامبر ۲۰۰۰  |
| ۱۰۵۵۱۴ | 2000 RO15   | ۱ سپتامبر ۲۰۰۰  |
| ۱۰۵۵۱۵ | 2000 RQ15   | ۱ سپتامبر ۲۰۰۰  |
| ۱۰۵۵۱۶ | 2000 RY15   | ۱ سپتامبر ۲۰۰۰  |
| ۱۰۵۵۱۷ | 2000 RA16   | ۱ سپتامبر ۲۰۰۰  |
| ۱۰۵۵۱۸ | 2000 RP16   | ۱ سپتامبر ۲۰۰۰  |
| ۱۰۵۵۱۹ | 2000 RP18   | ۱ سپتامبر ۲۰۰۰  |
| ۱۰۵۵۲۰ | 2000 RW22   | ۱ سپتامبر ۲۰۰۰  |
| ۱۰۵۵۲۱ | 2000 RM24   | ۱ سپتامبر ۲۰۰۰  |
| ۱۰۵۵۲۲ | 2000 RH25   | ۱ سپتامبر ۲۰۰۰  |
| ۱۰۵۵۲۳ | 2000 RC26   | ۱ سپتامبر ۲۰۰۰  |
| ۱۰۵۵۲۴ | 2000 RF26   | ۱ سپتامبر ۲۰۰۰  |
| ۱۰۵۵۲۵ | 2000 RL26   | ۱ سپتامبر ۲۰۰۰  |
| ۱۰۵۵۲۶ | 2000 RQ26   | ۱ سپتامبر ۲۰۰۰  |
| ۱۰۵۵۲۷ | 2000 RW26   | ۱ سپتامبر ۲۰۰۰  |
| ۱۰۵۵۲۸ | 2000 RZ26   | ۱ سپتامبر ۲۰۰۰  |
| ۱۰۵۵۲۹ | 2000 RG27   | ۱ سپتامبر ۲۰۰۰  |
| ۱۰۵۵۳۰ | 2000 RM27   | ۱ سپتامبر ۲۰۰۰  |
| ۱۰۵۵۳۱ | 2000 RR28   | ۱ سپتامبر ۲۰۰۰  |
| ۱۰۵۵۳۲ | 2000 RA29   | ۱ سپتامبر ۲۰۰۰  |
| ۱۰۵۵۳۳ | 2000 RB29   | ۱ سپتامبر ۲۰۰۰  |
| ۱۰۵۵۳۴ | 2000 RC29   | ۱ سپتامبر ۲۰۰۰  |
| ۱۰۵۵۳۵ | 2000 RT32   | ۱ سپتامبر ۲۰۰۰  |
| ۱۰۵۵۳۶ | 2000 RG37   | ۳ سپتامبر ۲۰۰۰  |
| ۱۰۵۵۳۷ | 2000 RH37   | ۳ سپتامبر ۲۰۰۰  |
| ۱۰۵۵۳۸ | 2000 RF39   | ۵ سپتامبر ۲۰۰۰  |
| ۱۰۵۵۳۹ | 2000 RJ39   | ۱ سپتامبر ۲۰۰۰  |
| ۱۰۵۵۴۰ | 2000 RH40   | ۳ سپتامبر ۲۰۰۰  |
| ۱۰۵۵۴۱ | 2000 RL40   | ۳ سپتامبر ۲۰۰۰  |
| ۱۰۵۵۴۲ | 2000 RR40   | ۳ سپتامبر ۲۰۰۰  |
| ۱۰۵۵۴۳ | 2000 RW40   | ۳ سپتامبر ۲۰۰۰  |
| ۱۰۵۵۴۴ | 2000 RC41   | ۳ سپتامبر ۲۰۰۰  |
| ۱۰۵۵۴۵ | 2000 RY41   | ۳ سپتامبر ۲۰۰۰  |
| ۱۰۵۵۴۶ | 2000 RM44   | ۳ سپتامبر ۲۰۰۰  |
| ۱۰۵۵۴۷ | 2000 RX44   | ۳ سپتامبر ۲۰۰۰  |
| ۱۰۵۵۴۸ | 2000 RF45   | ۳ سپتامبر ۲۰۰۰  |
| ۱۰۵۵۴۹ | 2000 RJ45   | ۳ سپتامبر ۲۰۰۰  |
| ۱۰۵۵۵۰ | 2000 RY45   | ۳ سپتامبر ۲۰۰۰  |
| ۱۰۵۵۵۱ | 2000 RW46   | ۳ سپتامبر ۲۰۰۰  |
| ۱۰۵۵۵۲ | 2000 RR49   | ۵ سپتامبر ۲۰۰۰  |
| ۱۰۵۵۵۳ | 2000 RA50   | ۵ سپتامبر ۲۰۰۰  |
| ۱۰۵۵۵۴ | 2000 RJ53   | ۵ سپتامبر ۲۰۰۰  |
| ۱۰۵۵۵۵ | 2000 RK53   | ۵ سپتامبر ۲۰۰۰  |
| ۱۰۵۵۵۶ | 2000 RU53   | ۳ سپتامبر ۲۰۰۰  |
| ۱۰۵۵۵۷ | 2000 RZ53   | ۱ سپتامبر ۲۰۰۰  |
| ۱۰۵۵۵۸ | 2000 RK54   | ۳ سپتامبر ۲۰۰۰  |
| ۱۰۵۵۵۹ | 2000 RN54   | ۳ سپتامبر ۲۰۰۰  |
| ۱۰۵۵۶۰ | 2000 RA56   | ۵ سپتامبر ۲۰۰۰  |
| ۱۰۵۵۶۱ | 2000 RB56   | ۵ سپتامبر ۲۰۰۰  |
| ۱۰۵۵۶۲ | 2000 RS57   | ۷ سپتامبر ۲۰۰۰  |
| ۱۰۵۵۶۳ | 2000 RY58   | ۷ سپتامبر ۲۰۰۰  |
| ۱۰۵۵۶۴ | 2000 RR60   | ۳ سپتامبر ۲۰۰۰  |
| ۱۰۵۵۶۵ | 2000 RA61   | ۱ سپتامبر ۲۰۰۰  |
| ۱۰۵۵۶۶ | 2000 RQ63   | ۳ سپتامبر ۲۰۰۰  |
| ۱۰۵۵۶۷ | 2000 RG64   | ۱ سپتامبر ۲۰۰۰  |
| ۱۰۵۵۶۸ | 2000 RN64   | ۱ سپتامبر ۲۰۰۰  |
| ۱۰۵۵۶۹ | 2000 RB65   | ۱ سپتامبر ۲۰۰۰  |
| ۱۰۵۵۷۰ | 2000 RP66   | ۱ سپتامبر ۲۰۰۰  |
| ۱۰۵۵۷۱ | 2000 RT67   | ۱ سپتامبر ۲۰۰۰  |
| ۱۰۵۵۷۲ | 2000 RQ68   | ۲ سپتامبر ۲۰۰۰  |
| ۱۰۵۵۷۳ | 2000 RF70   | ۲ سپتامبر ۲۰۰۰  |
| ۱۰۵۵۷۴ | 2000 RZ70   | ۲ سپتامبر ۲۰۰۰  |
| ۱۰۵۵۷۵ | 2000 RJ71   | ۲ سپتامبر ۲۰۰۰  |
| ۱۰۵۵۷۶ | 2000 RM72   | ۲ سپتامبر ۲۰۰۰  |
| ۱۰۵۵۷۷ | 2000 RP74   | ۳ سپتامبر ۲۰۰۰  |
| ۱۰۵۵۷۸ | 2000 RE75   | ۳ سپتامبر ۲۰۰۰  |
| ۱۰۵۵۷۹ | 2000 RE77   | ۸ سپتامبر ۲۰۰۰  |
| ۱۰۵۵۸۰ | 2000 RN78   | ۸ سپتامبر ۲۰۰۰  |
| ۱۰۵۵۸۱ | 2000 RW80   | ۱ سپتامبر ۲۰۰۰  |
| ۱۰۵۵۸۲ | 2000 RC82   | ۱ سپتامبر ۲۰۰۰  |
| ۱۰۵۵۸۳ | 2000 RU82   | ۱ سپتامبر ۲۰۰۰  |
| ۱۰۵۵۸۴ | 2000 RV82   | ۱ سپتامبر ۲۰۰۰  |
| ۱۰۵۵۸۵ | 2000 RM83   | ۱ سپتامبر ۲۰۰۰  |
| ۱۰۵۵۸۶ | 2000 RB85   | ۲ سپتامبر ۲۰۰۰  |
| ۱۰۵۵۸۷ | 2000 RM85   | ۲ سپتامبر ۲۰۰۰  |
| ۱۰۵۵۸۸ | 2000 RT85   | ۲ سپتامبر ۲۰۰۰  |
| ۱۰۵۵۸۹ | 2000 RV85   | ۲ سپتامبر ۲۰۰۰  |
| ۱۰۵۵۹۰ | 2000 RJ86   | ۲ سپتامبر ۲۰۰۰  |
| ۱۰۵۵۹۱ | 2000 RL86   | ۲ سپتامبر ۲۰۰۰  |
| ۱۰۵۵۹۲ | 2000 RK88   | ۳ سپتامبر ۲۰۰۰  |
| ۱۰۵۵۹۳ | 2000 RN88   | ۳ سپتامبر ۲۰۰۰  |
| ۱۰۵۵۹۴ | 2000 RU88   | ۳ سپتامبر ۲۰۰۰  |
| ۱۰۵۵۹۵ | 2000 RK89   | ۳ سپتامبر ۲۰۰۰  |
| ۱۰۵۵۹۶ | 2000 RO89   | ۳ سپتامبر ۲۰۰۰  |
| ۱۰۵۵۹۷ | 2000 RA91   | ۳ سپتامبر ۲۰۰۰  |
| ۱۰۵۵۹۸ | 2000 RD91   | ۳ سپتامبر ۲۰۰۰  |
| ۱۰۵۵۹۹ | 2000 RL91   | ۳ سپتامبر ۲۰۰۰  |
| ۱۰۵۶۰۰ | 2000 RT91   | ۳ سپتامبر ۲۰۰۰  |
| ۱۰۵۶۰۱ | 2000 RZ91   | ۳ سپتامبر ۲۰۰۰  |
| ۱۰۵۶۰۲ | 2000 RL93   | ۴ سپتامبر ۲۰۰۰  |
| ۱۰۵۶۰۳ | 2000 RS93   | ۴ سپتامبر ۲۰۰۰  |
| ۱۰۵۶۰۴ | 2000 RR94   | ۴ سپتامبر ۲۰۰۰  |
| ۱۰۵۶۰۵ | 2000 RJ95   | ۴ سپتامبر ۲۰۰۰  |
| ۱۰۵۶۰۶ | 2000 RV95   | ۴ سپتامبر ۲۰۰۰  |
| ۱۰۵۶۰۷ | 2000 RY95   | ۴ سپتامبر ۲۰۰۰  |
| ۱۰۵۶۰۸ | 2000 RY96   | ۵ سپتامبر ۲۰۰۰  |
| ۱۰۵۶۰۹ | 2000 RB98   | ۵ سپتامبر ۲۰۰۰  |
| ۱۰۵۶۱۰ | 2000 RG98   | ۵ سپتامبر ۲۰۰۰  |
| ۱۰۵۶۱۱ | 2000 RL98   | ۵ سپتامبر ۲۰۰۰  |
| ۱۰۵۶۱۲ | 2000 RT99   | ۵ سپتامبر ۲۰۰۰  |
| ۱۰۵۶۱۳ | 2000 RX100  | ۵ سپتامبر ۲۰۰۰  |
| ۱۰۵۶۱۴ | 2000 RT101  | ۵ سپتامبر ۲۰۰۰  |
| ۱۰۵۶۱۵ | 2000 RX101  | ۵ سپتامبر ۲۰۰۰  |
| ۱۰۵۶۱۶ | 2000 RF102  | ۵ سپتامبر ۲۰۰۰  |
| ۱۰۵۶۱۷ | 2000 RJ102  | ۵ سپتامبر ۲۰۰۰  |
| ۱۰۵۶۱۸ | 2000 RX102  | ۵ سپتامبر ۲۰۰۰  |
| ۱۰۵۶۱۹ | 2000 RA104  | ۶ سپتامبر ۲۰۰۰  |
| ۱۰۵۶۲۰ | 2000 RE104  | ۶ سپتامبر ۲۰۰۰  |
| ۱۰۵۶۲۱ | 2000 RG105  | ۷ سپتامبر ۲۰۰۰  |
| ۱۰۵۶۲۲ | 2000 RK105  | ۷ سپتامبر ۲۰۰۰  |
| ۱۰۵۶۲۳ | 2000 SN1    | ۱۸ سپتامبر ۲۰۰۰ |
| ۱۰۵۶۲۴ | 2000 ST3    | ۲۰ سپتامبر ۲۰۰۰ |
| ۱۰۵۶۲۵ | 2000 SG4    | ۲۱ سپتامبر ۲۰۰۰ |
| ۱۰۵۶۲۶ | 2000 SW4    | ۲۰ سپتامبر ۲۰۰۰ |
| ۱۰۵۶۲۷ | 2000 SY4    | ۲۰ سپتامبر ۲۰۰۰ |
| ۱۰۵۶۲۸ | 2000 SG5    | ۲۲ سپتامبر ۲۰۰۰ |
| ۱۰۵۶۲۹ | 2000 SS5    | ۲۲ سپتامبر ۲۰۰۰ |
| ۱۰۵۶۳۰ | 2000 SZ5    | ۲۰ سپتامبر ۲۰۰۰ |
| ۱۰۵۶۳۱ | 2000 SU7    | ۲۲ سپتامبر ۲۰۰۰ |
| ۱۰۵۶۳۲ | 2000 SQ8    | ۲۲ سپتامبر ۲۰۰۰ |
| ۱۰۵۶۳۳ | 2000 SZ9    | ۲۳ سپتامبر ۲۰۰۰ |
| ۱۰۵۶۳۴ | 2000 SX12   | ۲۱ سپتامبر ۲۰۰۰ |
| ۱۰۵۶۳۵ | 2000 SN13   | ۲۱ سپتامبر ۲۰۰۰ |
| ۱۰۵۶۳۶ | 2000 ST13   | ۲۱ سپتامبر ۲۰۰۰ |
| ۱۰۵۶۳۷ | 2000 SC14   | ۲۳ سپتامبر ۲۰۰۰ |
| ۱۰۵۶۳۸ | 2000 SK14   | ۲۳ سپتامبر ۲۰۰۰ |
| ۱۰۵۶۳۹ | 2000 SL15   | ۲۳ سپتامبر ۲۰۰۰ |
| ۱۰۵۶۴۰ | 2000 SP15   | ۲۳ سپتامبر ۲۰۰۰ |
| ۱۰۵۶۴۱ | 2000 SH17   | ۲۳ سپتامبر ۲۰۰۰ |
| ۱۰۵۶۴۲ | 2000 SJ17   | ۲۳ سپتامبر ۲۰۰۰ |
| ۱۰۵۶۴۳ | 2000 SF18   | ۲۳ سپتامبر ۲۰۰۰ |
| ۱۰۵۶۴۴ | 2000 SY19   | ۲۳ سپتامبر ۲۰۰۰ |
| ۱۰۵۶۴۵ | 2000 SQ20   | ۲۳ سپتامبر ۲۰۰۰ |
| ۱۰۵۶۴۶ | 2000 SL21   | ۲۴ سپتامبر ۲۰۰۰ |
| ۱۰۵۶۴۷ | 2000 SL22   | ۲۰ سپتامبر ۲۰۰۰ |
| ۱۰۵۶۴۸ | 2000 SA23   | ۲۵ سپتامبر ۲۰۰۰ |
| ۱۰۵۶۴۹ | 2000 SQ23   | ۲۰ سپتامبر ۲۰۰۰ |
| ۱۰۵۶۵۰ | 2000 SU23   | ۲۲ سپتامبر ۲۰۰۰ |
| ۱۰۵۶۵۱ | 2000 SF24   | ۲۴ سپتامبر ۲۰۰۰ |
| ۱۰۵۶۵۲ | 2000 SU24   | ۲۶ سپتامبر ۲۰۰۰ |
| ۱۰۵۶۵۳ | 2000 SA26   | ۲۳ سپتامبر ۲۰۰۰ |
| ۱۰۵۶۵۴ | 2000 SX26   | ۲۳ سپتامبر ۲۰۰۰ |
| ۱۰۵۶۵۵ | 2000 ST27   | ۲۳ سپتامبر ۲۰۰۰ |
| ۱۰۵۶۵۶ | 2000 SA28   | ۲۳ سپتامبر ۲۰۰۰ |
| ۱۰۵۶۵۷ | 2000 SL28   | ۲۳ سپتامبر ۲۰۰۰ |
| ۱۰۵۶۵۸ | 2000 SF29   | ۲۴ سپتامبر ۲۰۰۰ |
| ۱۰۵۶۵۹ | 2000 SV31   | ۲۴ سپتامبر ۲۰۰۰ |
| ۱۰۵۶۶۰ | 2000 SG32   | ۲۴ سپتامبر ۲۰۰۰ |
| ۱۰۵۶۶۱ | 2000 SO32   | ۲۴ سپتامبر ۲۰۰۰ |
| ۱۰۵۶۶۲ | 2000 SN36   | ۲۴ سپتامبر ۲۰۰۰ |
| ۱۰۵۶۶۳ | 2000 SZ36   | ۲۴ سپتامبر ۲۰۰۰ |
| ۱۰۵۶۶۴ | 2000 SL37   | ۲۴ سپتامبر ۲۰۰۰ |
| ۱۰۵۶۶۵ | 2000 SQ37   | ۲۴ سپتامبر ۲۰۰۰ |
| ۱۰۵۶۶۶ | 2000 SS37   | ۲۴ سپتامبر ۲۰۰۰ |
| ۱۰۵۶۶۷ | 2000 SO38   | ۲۴ سپتامبر ۲۰۰۰ |
| ۱۰۵۶۶۸ | 2000 SW38   | ۲۴ سپتامبر ۲۰۰۰ |
| ۱۰۵۶۶۹ | 2000 SW39   | ۲۴ سپتامبر ۲۰۰۰ |
| ۱۰۵۶۷۰ | 2000 SK40   | ۲۴ سپتامبر ۲۰۰۰ |
| ۱۰۵۶۷۱ | 2000 SM40   | ۲۴ سپتامبر ۲۰۰۰ |
| ۱۰۵۶۷۲ | 2000 SX40   | ۲۴ سپتامبر ۲۰۰۰ |
| ۱۰۵۶۷۳ | 2000 SL42   | ۲۶ سپتامبر ۲۰۰۰ |
| ۱۰۵۶۷۴ | 2000 SQ42   | ۲۵ سپتامبر ۲۰۰۰ |
| ۱۰۵۶۷۵ | Kamiukena   | ۲۶ سپتامبر ۲۰۰۰ |
| ۱۰۵۶۷۶ | 2000 SM43   | ۲۳ سپتامبر ۲۰۰۰ |
| ۱۰۵۶۷۷ | 2000 SN43   | ۲۳ سپتامبر ۲۰۰۰ |
| ۱۰۵۶۷۸ | 2000 SM46   | ۲۳ سپتامبر ۲۰۰۰ |
| ۱۰۵۶۷۹ | 2000 SO46   | ۲۳ سپتامبر ۲۰۰۰ |
| ۱۰۵۶۸۰ | 2000 SP46   | ۲۳ سپتامبر ۲۰۰۰ |
| ۱۰۵۶۸۱ | 2000 SR46   | ۲۳ سپتامبر ۲۰۰۰ |
| ۱۰۵۶۸۲ | 2000 SD47   | ۲۳ سپتامبر ۲۰۰۰ |
| ۱۰۵۶۸۳ | 2000 SF48   | ۲۳ سپتامبر ۲۰۰۰ |
| ۱۰۵۶۸۴ | 2000 SV48   | ۲۳ سپتامبر ۲۰۰۰ |
| ۱۰۵۶۸۵ | 2000 SC51   | ۲۳ سپتامبر ۲۰۰۰ |
| ۱۰۵۶۸۶ | 2000 SG52   | ۲۳ سپتامبر ۲۰۰۰ |
| ۱۰۵۶۸۷ | 2000 SS55   | ۲۴ سپتامبر ۲۰۰۰ |
| ۱۰۵۶۸۸ | 2000 SG57   | ۲۴ سپتامبر ۲۰۰۰ |
| ۱۰۵۶۸۹ | 2000 SX57   | ۲۴ سپتامبر ۲۰۰۰ |
| ۱۰۵۶۹۰ | 2000 SA58   | ۲۴ سپتامبر ۲۰۰۰ |
| ۱۰۵۶۹۱ | 2000 SK60   | ۲۴ سپتامبر ۲۰۰۰ |
| ۱۰۵۶۹۲ | 2000 SL62   | ۲۴ سپتامبر ۲۰۰۰ |
| ۱۰۵۶۹۳ | 2000 SU62   | ۲۴ سپتامبر ۲۰۰۰ |
| ۱۰۵۶۹۴ | 2000 SV62   | ۲۴ سپتامبر ۲۰۰۰ |
| ۱۰۵۶۹۵ | 2000 SC63   | ۲۴ سپتامبر ۲۰۰۰ |
| ۱۰۵۶۹۶ | 2000 SJ63   | ۲۴ سپتامبر ۲۰۰۰ |
| ۱۰۵۶۹۷ | 2000 SV64   | ۲۴ سپتامبر ۲۰۰۰ |
| ۱۰۵۶۹۸ | 2000 SX64   | ۲۴ سپتامبر ۲۰۰۰ |
| ۱۰۵۶۹۹ | 2000 SH66   | ۲۴ سپتامبر ۲۰۰۰ |
| ۱۰۵۷۰۰ | 2000 SK67   | ۲۴ سپتامبر ۲۰۰۰ |
| ۱۰۵۷۰۱ | 2000 SS67   | ۲۴ سپتامبر ۲۰۰۰ |
| ۱۰۵۷۰۲ | 2000 SB68   | ۲۴ سپتامبر ۲۰۰۰ |
| ۱۰۵۷۰۳ | 2000 SV68   | ۲۴ سپتامبر ۲۰۰۰ |
| ۱۰۵۷۰۴ | 2000 SF69   | ۲۴ سپتامبر ۲۰۰۰ |
| ۱۰۵۷۰۵ | 2000 SO69   | ۲۴ سپتامبر ۲۰۰۰ |
| ۱۰۵۷۰۶ | 2000 SR69   | ۲۴ سپتامبر ۲۰۰۰ |
| ۱۰۵۷۰۷ | 2000 SL70   | ۲۴ سپتامبر ۲۰۰۰ |
| ۱۰۵۷۰۸ | 2000 SB71   | ۲۴ سپتامبر ۲۰۰۰ |
| ۱۰۵۷۰۹ | 2000 SH71   | ۲۴ سپتامبر ۲۰۰۰ |
| ۱۰۵۷۱۰ | 2000 SA72   | ۲۴ سپتامبر ۲۰۰۰ |
| ۱۰۵۷۱۱ | 2000 SO73   | ۲۴ سپتامبر ۲۰۰۰ |
| ۱۰۵۷۱۲ | 2000 SO74   | ۲۴ سپتامبر ۲۰۰۰ |
| ۱۰۵۷۱۳ | 2000 SR74   | ۲۴ سپتامبر ۲۰۰۰ |
| ۱۰۵۷۱۴ | 2000 SP75   | ۲۴ سپتامبر ۲۰۰۰ |
| ۱۰۵۷۱۵ | 2000 SQ75   | ۲۴ سپتامبر ۲۰۰۰ |
| ۱۰۵۷۱۶ | 2000 SZ75   | ۲۴ سپتامبر ۲۰۰۰ |
| ۱۰۵۷۱۷ | 2000 SM76   | ۲۴ سپتامبر ۲۰۰۰ |
| ۱۰۵۷۱۸ | 2000 SN77   | ۲۴ سپتامبر ۲۰۰۰ |
| ۱۰۵۷۱۹ | 2000 SO77   | ۲۴ سپتامبر ۲۰۰۰ |
| ۱۰۵۷۲۰ | 2000 SR79   | ۲۴ سپتامبر ۲۰۰۰ |
| ۱۰۵۷۲۱ | 2000 ST79   | ۲۴ سپتامبر ۲۰۰۰ |
| ۱۰۵۷۲۲ | 2000 SF80   | ۲۴ سپتامبر ۲۰۰۰ |
| ۱۰۵۷۲۳ | 2000 SH81   | ۲۴ سپتامبر ۲۰۰۰ |
| ۱۰۵۷۲۴ | 2000 SN81   | ۲۴ سپتامبر ۲۰۰۰ |
| ۱۰۵۷۲۵ | 2000 SS81   | ۲۴ سپتامبر ۲۰۰۰ |
| ۱۰۵۷۲۶ | 2000 SW81   | ۲۴ سپتامبر ۲۰۰۰ |
| ۱۰۵۷۲۷ | 2000 SG82   | ۲۴ سپتامبر ۲۰۰۰ |
| ۱۰۵۷۲۸ | 2000 SR82   | ۲۴ سپتامبر ۲۰۰۰ |
| ۱۰۵۷۲۹ | 2000 SE83   | ۲۴ سپتامبر ۲۰۰۰ |
| ۱۰۵۷۳۰ | 2000 SN83   | ۲۴ سپتامبر ۲۰۰۰ |
| ۱۰۵۷۳۱ | 2000 SU83   | ۲۴ سپتامبر ۲۰۰۰ |
| ۱۰۵۷۳۲ | 2000 SX83   | ۲۴ سپتامبر ۲۰۰۰ |
| ۱۰۵۷۳۳ | 2000 SP84   | ۲۴ سپتامبر ۲۰۰۰ |
| ۱۰۵۷۳۴ | 2000 SS84   | ۲۴ سپتامبر ۲۰۰۰ |
| ۱۰۵۷۳۵ | 2000 SG85   | ۲۴ سپتامبر ۲۰۰۰ |
| ۱۰۵۷۳۶ | 2000 SK86   | ۲۴ سپتامبر ۲۰۰۰ |
| ۱۰۵۷۳۷ | 2000 SL88   | ۲۴ سپتامبر ۲۰۰۰ |
| ۱۰۵۷۳۸ | 2000 SU88   | ۲۴ سپتامبر ۲۰۰۰ |
| ۱۰۵۷۳۹ | 2000 SY88   | ۲۵ سپتامبر ۲۰۰۰ |
| ۱۰۵۷۴۰ | 2000 SF89   | ۲۲ سپتامبر ۲۰۰۰ |
| ۱۰۵۷۴۱ | 2000 SJ89   | ۲۷ سپتامبر ۲۰۰۰ |
| ۱۰۵۷۴۲ | 2000 SH90   | ۲۲ سپتامبر ۲۰۰۰ |
| ۱۰۵۷۴۳ | 2000 SA91   | ۲۲ سپتامبر ۲۰۰۰ |
| ۱۰۵۷۴۴ | 2000 SR91   | ۲۳ سپتامبر ۲۰۰۰ |
| ۱۰۵۷۴۵ | 2000 SE92   | ۲۳ سپتامبر ۲۰۰۰ |
| ۱۰۵۷۴۶ | 2000 SP92   | ۲۳ سپتامبر ۲۰۰۰ |
| ۱۰۵۷۴۷ | 2000 SA93   | ۲۳ سپتامبر ۲۰۰۰ |
| ۱۰۵۷۴۸ | 2000 SG94   | ۲۳ سپتامبر ۲۰۰۰ |
| ۱۰۵۷۴۹ | 2000 SK94   | ۲۳ سپتامبر ۲۰۰۰ |
| ۱۰۵۷۵۰ | 2000 SY94   | ۲۳ سپتامبر ۲۰۰۰ |
| ۱۰۵۷۵۱ | 2000 SX95   | ۲۳ سپتامبر ۲۰۰۰ |
| ۱۰۵۷۵۲ | 2000 SC97   | ۲۳ سپتامبر ۲۰۰۰ |
| ۱۰۵۷۵۳ | 2000 SU97   | ۲۳ سپتامبر ۲۰۰۰ |
| ۱۰۵۷۵۴ | 2000 SM98   | ۲۳ سپتامبر ۲۰۰۰ |
| ۱۰۵۷۵۵ | 2000 SA99   | ۲۳ سپتامبر ۲۰۰۰ |
| ۱۰۵۷۵۶ | 2000 SV99   | ۲۳ سپتامبر ۲۰۰۰ |
| ۱۰۵۷۵۷ | 2000 SF100  | ۲۳ سپتامبر ۲۰۰۰ |
| ۱۰۵۷۵۸ | 2000 SP100  | ۲۳ سپتامبر ۲۰۰۰ |
| ۱۰۵۷۵۹ | 2000 SF101  | ۲۴ سپتامبر ۲۰۰۰ |
| ۱۰۵۷۶۰ | 2000 ST101  | ۲۴ سپتامبر ۲۰۰۰ |
| ۱۰۵۷۶۱ | 2000 SU101  | ۲۴ سپتامبر ۲۰۰۰ |
| ۱۰۵۷۶۲ | 2000 SJ104  | ۲۴ سپتامبر ۲۰۰۰ |
| ۱۰۵۷۶۳ | 2000 SV104  | ۲۴ سپتامبر ۲۰۰۰ |
| ۱۰۵۷۶۴ | 2000 ST106  | ۲۴ سپتامبر ۲۰۰۰ |
| ۱۰۵۷۶۵ | 2000 SX106  | ۲۴ سپتامبر ۲۰۰۰ |
| ۱۰۵۷۶۶ | 2000 SB107  | ۲۴ سپتامبر ۲۰۰۰ |
| ۱۰۵۷۶۷ | 2000 SE107  | ۲۴ سپتامبر ۲۰۰۰ |
| ۱۰۵۷۶۸ | 2000 SH107  | ۲۴ سپتامبر ۲۰۰۰ |
| ۱۰۵۷۶۹ | 2000 SW107  | ۲۴ سپتامبر ۲۰۰۰ |
| ۱۰۵۷۷۰ | 2000 SA108  | ۲۴ سپتامبر ۲۰۰۰ |
| ۱۰۵۷۷۱ | 2000 SG108  | ۲۴ سپتامبر ۲۰۰۰ |
| ۱۰۵۷۷۲ | 2000 ST108  | ۲۴ سپتامبر ۲۰۰۰ |
| ۱۰۵۷۷۳ | 2000 SC111  | ۲۴ سپتامبر ۲۰۰۰ |
| ۱۰۵۷۷۴ | 2000 SX111  | ۲۴ سپتامبر ۲۰۰۰ |
| ۱۰۵۷۷۵ | 2000 SY112  | ۲۴ سپتامبر ۲۰۰۰ |
| ۱۰۵۷۷۶ | 2000 SG113  | ۲۴ سپتامبر ۲۰۰۰ |
| ۱۰۵۷۷۷ | 2000 SX113  | ۲۴ سپتامبر ۲۰۰۰ |
| ۱۰۵۷۷۸ | 2000 SW114  | ۲۴ سپتامبر ۲۰۰۰ |
| ۱۰۵۷۷۹ | 2000 SA115  | ۲۴ سپتامبر ۲۰۰۰ |
| ۱۰۵۷۸۰ | 2000 SH115  | ۲۴ سپتامبر ۲۰۰۰ |
| ۱۰۵۷۸۱ | 2000 SM115  | ۲۴ سپتامبر ۲۰۰۰ |
| ۱۰۵۷۸۲ | 2000 SR115  | ۲۴ سپتامبر ۲۰۰۰ |
| ۱۰۵۷۸۳ | 2000 SM118  | ۲۴ سپتامبر ۲۰۰۰ |
| ۱۰۵۷۸۴ | 2000 SV118  | ۲۴ سپتامبر ۲۰۰۰ |
| ۱۰۵۷۸۵ | 2000 SY119  | ۲۴ سپتامبر ۲۰۰۰ |
| ۱۰۵۷۸۶ | 2000 SD120  | ۲۴ سپتامبر ۲۰۰۰ |
| ۱۰۵۷۸۷ | 2000 SM120  | ۲۴ سپتامبر ۲۰۰۰ |
| ۱۰۵۷۸۸ | 2000 SB121  | ۲۴ سپتامبر ۲۰۰۰ |
| ۱۰۵۷۸۹ | 2000 SR121  | ۲۴ سپتامبر ۲۰۰۰ |
| ۱۰۵۷۹۰ | 2000 SG122  | ۲۴ سپتامبر ۲۰۰۰ |
| ۱۰۵۷۹۱ | 2000 SH122  | ۲۴ سپتامبر ۲۰۰۰ |
| ۱۰۵۷۹۲ | 2000 SK122  | ۲۴ سپتامبر ۲۰۰۰ |
| ۱۰۵۷۹۳ | 2000 SN122  | ۲۴ سپتامبر ۲۰۰۰ |
| ۱۰۵۷۹۴ | 2000 SV122  | ۲۴ سپتامبر ۲۰۰۰ |
| ۱۰۵۷۹۵ | 2000 SA123  | ۲۴ سپتامبر ۲۰۰۰ |
| ۱۰۵۷۹۶ | 2000 SR123  | ۲۴ سپتامبر ۲۰۰۰ |
| ۱۰۵۷۹۷ | 2000 SD124  | ۲۴ سپتامبر ۲۰۰۰ |
| ۱۰۵۷۹۸ | 2000 SE125  | ۲۴ سپتامبر ۲۰۰۰ |
| ۱۰۵۷۹۹ | 2000 SV126  | ۲۴ سپتامبر ۲۰۰۰ |
| ۱۰۵۸۰۰ | 2000 SG127  | ۲۴ سپتامبر ۲۰۰۰ |
| ۱۰۵۸۰۱ | 2000 SK128  | ۲۴ سپتامبر ۲۰۰۰ |
| ۱۰۵۸۰۲ | 2000 SV128  | ۲۴ سپتامبر ۲۰۰۰ |
| ۱۰۵۸۰۳ | 2000 SH132  | ۲۲ سپتامبر ۲۰۰۰ |
| ۱۰۵۸۰۴ | 2000 SY133  | ۲۳ سپتامبر ۲۰۰۰ |
| ۱۰۵۸۰۵ | 2000 SL135  | ۲۳ سپتامبر ۲۰۰۰ |
| ۱۰۵۸۰۶ | 2000 ST135  | ۲۳ سپتامبر ۲۰۰۰ |
| ۱۰۵۸۰۷ | 2000 SY135  | ۲۳ سپتامبر ۲۰۰۰ |
| ۱۰۵۸۰۸ | 2000 SZ135  | ۲۳ سپتامبر ۲۰۰۰ |
| ۱۰۵۸۰۹ | 2000 SJ136  | ۲۳ سپتامبر ۲۰۰۰ |
| ۱۰۵۸۱۰ | 2000 SR138  | ۲۳ سپتامبر ۲۰۰۰ |
| ۱۰۵۸۱۱ | 2000 SY138  | ۲۳ سپتامبر ۲۰۰۰ |
| ۱۰۵۸۱۲ | 2000 SZ138  | ۲۳ سپتامبر ۲۰۰۰ |
| ۱۰۵۸۱۳ | 2000 ST140  | ۲۳ سپتامبر ۲۰۰۰ |
| ۱۰۵۸۱۴ | 2000 SW140  | ۲۳ سپتامبر ۲۰۰۰ |
| ۱۰۵۸۱۵ | 2000 SB141  | ۲۳ سپتامبر ۲۰۰۰ |
| ۱۰۵۸۱۶ | 2000 SJ141  | ۲۳ سپتامبر ۲۰۰۰ |
| ۱۰۵۸۱۷ | 2000 SC142  | ۲۳ سپتامبر ۲۰۰۰ |
| ۱۰۵۸۱۸ | 2000 SM142  | ۲۳ سپتامبر ۲۰۰۰ |
| ۱۰۵۸۱۹ | 2000 SN142  | ۲۳ سپتامبر ۲۰۰۰ |
| ۱۰۵۸۲۰ | 2000 SP142  | ۲۳ سپتامبر ۲۰۰۰ |
| ۱۰۵۸۲۱ | 2000 SQ142  | ۲۳ سپتامبر ۲۰۰۰ |
| ۱۰۵۸۲۲ | 2000 SZ142  | ۲۳ سپتامبر ۲۰۰۰ |
| ۱۰۵۸۲۳ | 2000 SF143  | ۲۳ سپتامبر ۲۰۰۰ |
| ۱۰۵۸۲۴ | 2000 SW143  | ۲۴ سپتامبر ۲۰۰۰ |
| ۱۰۵۸۲۵ | 2000 SG144  | ۲۴ سپتامبر ۲۰۰۰ |
| ۱۰۵۸۲۶ | 2000 SD145  | ۲۴ سپتامبر ۲۰۰۰ |
| ۱۰۵۸۲۷ | 2000 SM146  | ۲۴ سپتامبر ۲۰۰۰ |
| ۱۰۵۸۲۸ | 2000 SR146  | ۲۴ سپتامبر ۲۰۰۰ |
| ۱۰۵۸۲۹ | 2000 SH147  | ۲۴ سپتامبر ۲۰۰۰ |
| ۱۰۵۸۳۰ | 2000 SC148  | ۲۴ سپتامبر ۲۰۰۰ |
| ۱۰۵۸۳۱ | 2000 SD148  | ۲۴ سپتامبر ۲۰۰۰ |
| ۱۰۵۸۳۲ | 2000 SM148  | ۲۴ سپتامبر ۲۰۰۰ |
| ۱۰۵۸۳۳ | 2000 SA150  | ۲۴ سپتامبر ۲۰۰۰ |
| ۱۰۵۸۳۴ | 2000 SC150  | ۲۴ سپتامبر ۲۰۰۰ |
| ۱۰۵۸۳۵ | 2000 SW150  | ۲۴ سپتامبر ۲۰۰۰ |
| ۱۰۵۸۳۶ | 2000 SJ152  | ۲۴ سپتامبر ۲۰۰۰ |
| ۱۰۵۸۳۷ | 2000 ST152  | ۲۴ سپتامبر ۲۰۰۰ |
| ۱۰۵۸۳۸ | 2000 SZ152  | ۲۴ سپتامبر ۲۰۰۰ |
| ۱۰۵۸۳۹ | 2000 SC154  | ۲۴ سپتامبر ۲۰۰۰ |
| ۱۰۵۸۴۰ | 2000 SK155  | ۲۴ سپتامبر ۲۰۰۰ |
| ۱۰۵۸۴۱ | 2000 ST155  | ۲۴ سپتامبر ۲۰۰۰ |
| ۱۰۵۸۴۲ | 2000 SJ156  | ۲۴ سپتامبر ۲۰۰۰ |
| ۱۰۵۸۴۳ | 2000 SD160  | ۲۲ سپتامبر ۲۰۰۰ |
| ۱۰۵۸۴۴ | 2000 SH160  | ۲۷ سپتامبر ۲۰۰۰ |
| ۱۰۵۸۴۵ | 2000 SB163  | ۲۷ سپتامبر ۲۰۰۰ |
| ۱۰۵۸۴۶ | 2000 SK164  | ۲۵ سپتامبر ۲۰۰۰ |
| ۱۰۵۸۴۷ | 2000 SD165  | ۲۳ سپتامبر ۲۰۰۰ |
| ۱۰۵۸۴۸ | 2000 SK165  | ۲۳ سپتامبر ۲۰۰۰ |
| ۱۰۵۸۴۹ | 2000 SL165  | ۲۳ سپتامبر ۲۰۰۰ |
| ۱۰۵۸۵۰ | 2000 SN165  | ۲۳ سپتامبر ۲۰۰۰ |
| ۱۰۵۸۵۱ | 2000 ST165  | ۲۳ سپتامبر ۲۰۰۰ |
| ۱۰۵۸۵۲ | 2000 SV165  | ۲۳ سپتامبر ۲۰۰۰ |
| ۱۰۵۸۵۳ | 2000 SY165  | ۲۳ سپتامبر ۲۰۰۰ |
| ۱۰۵۸۵۴ | 2000 SB167  | ۲۳ سپتامبر ۲۰۰۰ |
| ۱۰۵۸۵۵ | 2000 SD167  | ۲۳ سپتامبر ۲۰۰۰ |
| ۱۰۵۸۵۶ | 2000 SH167  | ۲۳ سپتامبر ۲۰۰۰ |
| ۱۰۵۸۵۷ | 2000 SZ167  | ۲۳ سپتامبر ۲۰۰۰ |
| ۱۰۵۸۵۸ | 2000 SW169  | ۲۴ سپتامبر ۲۰۰۰ |
| ۱۰۵۸۵۹ | 2000 SY169  | ۲۴ سپتامبر ۲۰۰۰ |
| ۱۰۵۸۶۰ | 2000 SJ170  | ۲۴ سپتامبر ۲۰۰۰ |
| ۱۰۵۸۶۱ | 2000 SP170  | ۲۴ سپتامبر ۲۰۰۰ |
| ۱۰۵۸۶۲ | 2000 SU170  | ۲۴ سپتامبر ۲۰۰۰ |
| ۱۰۵۸۶۳ | 2000 SZ170  | ۲۴ سپتامبر ۲۰۰۰ |
| ۱۰۵۸۶۴ | 2000 SC171  | ۲۴ سپتامبر ۲۰۰۰ |
| ۱۰۵۸۶۵ | 2000 SE171  | ۲۴ سپتامبر ۲۰۰۰ |
| ۱۰۵۸۶۶ | 2000 SH171  | ۲۴ سپتامبر ۲۰۰۰ |
| ۱۰۵۸۶۷ | 2000 ST171  | ۲۶ سپتامبر ۲۰۰۰ |
| ۱۰۵۸۶۸ | 2000 SC173  | ۲۸ سپتامبر ۲۰۰۰ |
| ۱۰۵۸۶۹ | 2000 SJ173  | ۲۸ سپتامبر ۲۰۰۰ |
| ۱۰۵۸۷۰ | 2000 ST173  | ۲۸ سپتامبر ۲۰۰۰ |
| ۱۰۵۸۷۱ | 2000 SK174  | ۲۸ سپتامبر ۲۰۰۰ |
| ۱۰۵۸۷۲ | 2000 SZ174  | ۲۸ سپتامبر ۲۰۰۰ |
| ۱۰۵۸۷۳ | 2000 SB176  | ۲۸ سپتامبر ۲۰۰۰ |
| ۱۰۵۸۷۴ | 2000 SF176  | ۲۸ سپتامبر ۲۰۰۰ |
| ۱۰۵۸۷۵ | 2000 SD177  | ۲۸ سپتامبر ۲۰۰۰ |
| ۱۰۵۸۷۶ | 2000 SF177  | ۲۸ سپتامبر ۲۰۰۰ |
| ۱۰۵۸۷۷ | 2000 SJ177  | ۲۸ سپتامبر ۲۰۰۰ |
| ۱۰۵۸۷۸ | 2000 SP177  | ۲۸ سپتامبر ۲۰۰۰ |
| ۱۰۵۸۷۹ | 2000 SQ177  | ۲۸ سپتامبر ۲۰۰۰ |
| ۱۰۵۸۸۰ | 2000 SW177  | ۲۸ سپتامبر ۲۰۰۰ |
| ۱۰۵۸۸۱ | 2000 SZ178  | ۲۸ سپتامبر ۲۰۰۰ |
| ۱۰۵۸۸۲ | 2000 SL179  | ۲۸ سپتامبر ۲۰۰۰ |
| ۱۰۵۸۸۳ | 2000 SY179  | ۲۸ سپتامبر ۲۰۰۰ |
| ۱۰۵۸۸۴ | 2000 SB180  | ۲۸ سپتامبر ۲۰۰۰ |
| ۱۰۵۸۸۵ | 2000 SW180  | ۱۷ سپتامبر ۲۰۰۰ |
| ۱۰۵۸۸۶ | 2000 SP181  | ۱۹ سپتامبر ۲۰۰۰ |
| ۱۰۵۸۸۷ | 2000 SM182  | ۲۰ سپتامبر ۲۰۰۰ |
| ۱۰۵۸۸۸ | 2000 SP182  | ۲۰ سپتامبر ۲۰۰۰ |
| ۱۰۵۸۸۹ | 2000 SU182  | ۲۰ سپتامبر ۲۰۰۰ |
| ۱۰۵۸۹۰ | 2000 SB183  | ۲۰ سپتامبر ۲۰۰۰ |
| ۱۰۵۸۹۱ | 2000 SF183  | ۲۰ سپتامبر ۲۰۰۰ |
| ۱۰۵۸۹۲ | 2000 SO183  | ۲۰ سپتامبر ۲۰۰۰ |
| ۱۰۵۸۹۳ | 2000 SD184  | ۲۰ سپتامبر ۲۰۰۰ |
| ۱۰۵۸۹۴ | 2000 SE185  | ۲۰ سپتامبر ۲۰۰۰ |
| ۱۰۵۸۹۵ | 2000 SE187  | ۲۱ سپتامبر ۲۰۰۰ |
| ۱۰۵۸۹۶ | 2000 SG187  | ۲۱ سپتامبر ۲۰۰۰ |
| ۱۰۵۸۹۷ | 2000 ST187  | ۲۱ سپتامبر ۲۰۰۰ |
| ۱۰۵۸۹۸ | 2000 SC188  | ۲۱ سپتامبر ۲۰۰۰ |
| ۱۰۵۸۹۹ | 2000 SH189  | ۲۲ سپتامبر ۲۰۰۰ |
| ۱۰۵۹۰۰ | 2000 SJ190  | ۲۳ سپتامبر ۲۰۰۰ |
| ۱۰۵۹۰۱ | 2000 SG192  | ۲۴ سپتامبر ۲۰۰۰ |
| ۱۰۵۹۰۲ | 2000 SQ192  | ۲۴ سپتامبر ۲۰۰۰ |
| ۱۰۵۹۰۳ | 2000 SJ196  | ۲۴ سپتامبر ۲۰۰۰ |
| ۱۰۵۹۰۴ | 2000 SB197  | ۲۴ سپتامبر ۲۰۰۰ |
| ۱۰۵۹۰۵ | 2000 SL199  | ۲۴ سپتامبر ۲۰۰۰ |
| ۱۰۵۹۰۶ | 2000 SA200  | ۲۴ سپتامبر ۲۰۰۰ |
| ۱۰۵۹۰۷ | 2000 SN200  | ۲۴ سپتامبر ۲۰۰۰ |
| ۱۰۵۹۰۸ | 2000 SO200  | ۲۴ سپتامبر ۲۰۰۰ |
| ۱۰۵۹۰۹ | 2000 SZ201  | ۲۴ سپتامبر ۲۰۰۰ |
| ۱۰۵۹۱۰ | 2000 SY202  | ۲۴ سپتامبر ۲۰۰۰ |
| ۱۰۵۹۱۱ | 2000 SB205  | ۲۴ سپتامبر ۲۰۰۰ |
| ۱۰۵۹۱۲ | 2000 SD205  | ۲۴ سپتامبر ۲۰۰۰ |
| ۱۰۵۹۱۳ | 2000 SF205  | ۲۴ سپتامبر ۲۰۰۰ |
| ۱۰۵۹۱۴ | 2000 ST205  | ۲۴ سپتامبر ۲۰۰۰ |
| ۱۰۵۹۱۵ | 2000 SU205  | ۲۴ سپتامبر ۲۰۰۰ |
| ۱۰۵۹۱۶ | 2000 SJ207  | ۲۴ سپتامبر ۲۰۰۰ |
| ۱۰۵۹۱۷ | 2000 SW207  | ۲۴ سپتامبر ۲۰۰۰ |
| ۱۰۵۹۱۸ | 2000 SS208  | ۲۵ سپتامبر ۲۰۰۰ |
| ۱۰۵۹۱۹ | 2000 SR209  | ۲۵ سپتامبر ۲۰۰۰ |
| ۱۰۵۹۲۰ | 2000 SX209  | ۲۵ سپتامبر ۲۰۰۰ |
| ۱۰۵۹۲۱ | 2000 SA210  | ۲۵ سپتامبر ۲۰۰۰ |
| ۱۰۵۹۲۲ | 2000 SB210  | ۲۵ سپتامبر ۲۰۰۰ |
| ۱۰۵۹۲۳ | 2000 SX210  | ۲۵ سپتامبر ۲۰۰۰ |
| ۱۰۵۹۲۴ | 2000 SH211  | ۲۵ سپتامبر ۲۰۰۰ |
| ۱۰۵۹۲۵ | 2000 SD213  | ۲۵ سپتامبر ۲۰۰۰ |
| ۱۰۵۹۲۶ | 2000 SE218  | ۲۶ سپتامبر ۲۰۰۰ |
| ۱۰۵۹۲۷ | 2000 SV218  | ۲۶ سپتامبر ۲۰۰۰ |
| ۱۰۵۹۲۸ | 2000 SA219  | ۲۶ سپتامبر ۲۰۰۰ |
| ۱۰۵۹۲۹ | 2000 SU219  | ۲۶ سپتامبر ۲۰۰۰ |
| ۱۰۵۹۳۰ | 2000 SO222  | ۲۶ سپتامبر ۲۰۰۰ |
| ۱۰۵۹۳۱ | 2000 SV223  | ۲۷ سپتامبر ۲۰۰۰ |
| ۱۰۵۹۳۲ | 2000 SC224  | ۲۷ سپتامبر ۲۰۰۰ |
| ۱۰۵۹۳۳ | 2000 SG224  | ۲۷ سپتامبر ۲۰۰۰ |
| ۱۰۵۹۳۴ | 2000 SM224  | ۲۷ سپتامبر ۲۰۰۰ |
| ۱۰۵۹۳۵ | 2000 SP224  | ۲۷ سپتامبر ۲۰۰۰ |
| ۱۰۵۹۳۶ | 2000 SQ224  | ۲۷ سپتامبر ۲۰۰۰ |
| ۱۰۵۹۳۷ | 2000 SR225  | ۲۷ سپتامبر ۲۰۰۰ |
| ۱۰۵۹۳۸ | 2000 SL227  | ۲۷ سپتامبر ۲۰۰۰ |
| ۱۰۵۹۳۹ | 2000 SY227  | ۲۸ سپتامبر ۲۰۰۰ |
| ۱۰۵۹۴۰ | 2000 SR230  | ۲۸ سپتامبر ۲۰۰۰ |
| ۱۰۵۹۴۱ | 2000 SX230  | ۲۸ سپتامبر ۲۰۰۰ |
| ۱۰۵۹۴۲ | 2000 SM233  | ۲۱ سپتامبر ۲۰۰۰ |
| ۱۰۵۹۴۳ | 2000 SY233  | ۲۱ سپتامبر ۲۰۰۰ |
| ۱۰۵۹۴۴ | 2000 ST235  | ۲۴ سپتامبر ۲۰۰۰ |
| ۱۰۵۹۴۵ | 2000 SU237  | ۲۵ سپتامبر ۲۰۰۰ |
| ۱۰۵۹۴۶ | 2000 ST238  | ۲۶ سپتامبر ۲۰۰۰ |
| ۱۰۵۹۴۷ | 2000 SL240  | ۲۵ سپتامبر ۲۰۰۰ |
| ۱۰۵۹۴۸ | 2000 SZ240  | ۲۸ سپتامبر ۲۰۰۰ |
| ۱۰۵۹۴۹ | 2000 SE242  | ۲۴ سپتامبر ۲۰۰۰ |
| ۱۰۵۹۵۰ | 2000 SA243  | ۲۴ سپتامبر ۲۰۰۰ |
| ۱۰۵۹۵۱ | 2000 ST243  | ۲۴ سپتامبر ۲۰۰۰ |
| ۱۰۵۹۵۲ | 2000 SN246  | ۲۴ سپتامبر ۲۰۰۰ |
| ۱۰۵۹۵۳ | 2000 SY246  | ۲۴ سپتامبر ۲۰۰۰ |
| ۱۰۵۹۵۴ | 2000 SS248  | ۲۴ سپتامبر ۲۰۰۰ |
| ۱۰۵۹۵۵ | 2000 SU249  | ۲۴ سپتامبر ۲۰۰۰ |
| ۱۰۵۹۵۶ | 2000 SX249  | ۲۴ سپتامبر ۲۰۰۰ |
| ۱۰۵۹۵۷ | 2000 SX251  | ۲۴ سپتامبر ۲۰۰۰ |
| ۱۰۵۹۵۸ | 2000 SN252  | ۲۴ سپتامبر ۲۰۰۰ |
| ۱۰۵۹۵۹ | 2000 SX255  | ۲۴ سپتامبر ۲۰۰۰ |
| ۱۰۵۹۶۰ | 2000 ST257  | ۲۴ سپتامبر ۲۰۰۰ |
| ۱۰۵۹۶۱ | 2000 SY257  | ۲۴ سپتامبر ۲۰۰۰ |
| ۱۰۵۹۶۲ | 2000 SB258  | ۲۴ سپتامبر ۲۰۰۰ |
| ۱۰۵۹۶۳ | 2000 SR258  | ۲۴ سپتامبر ۲۰۰۰ |
| ۱۰۵۹۶۴ | 2000 SX258  | ۲۴ سپتامبر ۲۰۰۰ |
| ۱۰۵۹۶۵ | 2000 SL259  | ۲۴ سپتامبر ۲۰۰۰ |
| ۱۰۵۹۶۶ | 2000 SN259  | ۲۴ سپتامبر ۲۰۰۰ |
| ۱۰۵۹۶۷ | 2000 SU259  | ۲۴ سپتامبر ۲۰۰۰ |
| ۱۰۵۹۶۸ | 2000 SS260  | ۲۴ سپتامبر ۲۰۰۰ |
| ۱۰۵۹۶۹ | 2000 SX261  | ۲۴ سپتامبر ۲۰۰۰ |
| ۱۰۵۹۷۰ | 2000 SP262  | ۲۵ سپتامبر ۲۰۰۰ |
| ۱۰۵۹۷۱ | 2000 SB263  | ۲۵ سپتامبر ۲۰۰۰ |
| ۱۰۵۹۷۲ | 2000 SZ263  | ۲۶ سپتامبر ۲۰۰۰ |
| ۱۰۵۹۷۳ | 2000 SE264  | ۲۶ سپتامبر ۲۰۰۰ |
| ۱۰۵۹۷۴ | 2000 SX264  | ۲۶ سپتامبر ۲۰۰۰ |
| ۱۰۵۹۷۵ | 2000 SJ265  | ۲۶ سپتامبر ۲۰۰۰ |
| ۱۰۵۹۷۶ | 2000 SV265  | ۲۶ سپتامبر ۲۰۰۰ |
| ۱۰۵۹۷۷ | 2000 SF266  | ۲۶ سپتامبر ۲۰۰۰ |
| ۱۰۵۹۷۸ | 2000 SJ266  | ۲۶ سپتامبر ۲۰۰۰ |
| ۱۰۵۹۷۹ | 2000 SS266  | ۲۶ سپتامبر ۲۰۰۰ |
| ۱۰۵۹۸۰ | 2000 SN268  | ۲۷ سپتامبر ۲۰۰۰ |
| ۱۰۵۹۸۱ | 2000 SS268  | ۲۷ سپتامبر ۲۰۰۰ |
| ۱۰۵۹۸۲ | 2000 SV268  | ۲۷ سپتامبر ۲۰۰۰ |
| ۱۰۵۹۸۳ | 2000 SE269  | ۲۷ سپتامبر ۲۰۰۰ |
| ۱۰۵۹۸۴ | 2000 SQ269  | ۲۷ سپتامبر ۲۰۰۰ |
| ۱۰۵۹۸۵ | 2000 ST269  | ۲۷ سپتامبر ۲۰۰۰ |
| ۱۰۵۹۸۶ | 2000 SX269  | ۲۷ سپتامبر ۲۰۰۰ |
| ۱۰۵۹۸۷ | 2000 SN270  | ۲۷ سپتامبر ۲۰۰۰ |
| ۱۰۵۹۸۸ | 2000 SD271  | ۲۷ سپتامبر ۲۰۰۰ |
| ۱۰۵۹۸۹ | 2000 SV271  | ۲۷ سپتامبر ۲۰۰۰ |
| ۱۰۵۹۹۰ | 2000 SP273  | ۲۸ سپتامبر ۲۰۰۰ |
| ۱۰۵۹۹۱ | 2000 SC274  | ۲۸ سپتامبر ۲۰۰۰ |
| ۱۰۵۹۹۲ | 2000 SR275  | ۲۸ سپتامبر ۲۰۰۰ |
| ۱۰۵۹۹۳ | 2000 SZ277  | ۳۰ سپتامبر ۲۰۰۰ |
| ۱۰۵۹۹۴ | 2000 SG278  | ۳۰ سپتامبر ۲۰۰۰ |
| ۱۰۵۹۹۵ | 2000 SN280  | ۳۰ سپتامبر ۲۰۰۰ |
| ۱۰۵۹۹۶ | 2000 SZ280  | ۲۶ سپتامبر ۲۰۰۰ |
| ۱۰۵۹۹۷ | 2000 SH281  | ۲۳ سپتامبر ۲۰۰۰ |
| ۱۰۵۹۹۸ | 2000 SC283  | ۲۳ سپتامبر ۲۰۰۰ |
| ۱۰۵۹۹۹ | 2000 SG283  | ۲۳ سپتامبر ۲۰۰۰ |
| ۱۰۶۰۰۰ | 2000 SJ283  | ۲۳ سپتامبر ۲۰۰۰ |